# Список медалістів літніх Олімпійських ігор 2024
Літні Олімпійські ігри 2024 — тридцять треті літні Олімпійські ігри, які проходять з 26 липня по 11 серпня 2024 року у Парижі (Франція). Програма літніх Олімпійських ігор 2024 року включає 329 змагань у 32 видах спорту, включаючи 28 «основних» олімпійських видів спорту, які були в 2016 і 2020 роках, і чотири додаткові види спорту, запропоновані Паризьким організаційним комітетом: брейкданс, скейтбординг, скелелазіння та серфінг.

## Академічне веслування
Чоловіки
| Дисципліна               | Золото | Срібло | Бронза |
| ------------------------ | --- | --- | --- |
| Одиночки                 | Олівер Цайдлер · Німеччина | Євген Золотий (AIN) | Сімон ван Дорп · Нідерланди |
| Парні двійки, легка вага | Ірландія (IRL) Фінтан Маккарті Пол О'Донован                                                                                                   | Італія (ITA) Стефано Оппо Габріель Соарес | Греція (GRE) Петрос Гайдаціс Антоніос Папаконстантіну                                                                                     |
| Парні двійки             | Румунія (ROU) Андрей-Себастьян Корня Мар'ян Енаке                                                                                              | Нідерланди (NED) Мелвін Твеллар Стеф Брунінк | Ірландія (IRL) Дейр Лінч Філіп Дойл |
| Парні четвірки           | Нідерланди (NED) Леннарт ван Ліроп Фінн Флорейн Тоні Вітен Кун Метсемакерс                                                                     | Італія (ITA) Лука К'юменто Лука Рамбальді Джакомо Джентілі Андреа Паніцца                                                                          | Польща (POL) Фабіан Баранський Матеуш Біскуп Домінік Чая Мірослав Зентарський                                                             |
| Двійки                   | Хорватія (CRO) Мартін Сінкович Валент Сінкович                                                                                                 | Велика Британія (GBR) Олівер Вінне-Гріффіт Томас Джордж                                                                                            | Швейцарія (SUI) Роман Руслі Андрін Ґуліх                                                                                                  |
| Четвірки                 | США (USA) Нік Мід Джастін Бест Майкл Ґрейді Ліам Корріґан                                                                                      | Нова Зеландія (NZL) Олівер Маклін Лоґан Ульріх Том Маррей Метт Макдоналд                                                                           | Велика Британія (GBR) Олівер Вілкс Девід Амблер Метт Олдрідж Фредді Девідсон                                                              |
| Вісімки                  | Велика Британія (GBR) Морґан Болдінґ Шолто Карнеґі Рорі Ґіббс Томас Форд Джейкоб Довсон Чарльз Елвз Томас Діґбі Джеймс Рудкін Гаррі Брайтмор с | Нідерланди (NED) Ралф Рінкс Олав Моленар Сандер де Грааф Рубен Кнаб Ґертьян ван Дорн Якоб ван де Керкгоф Ян ван дер Бей Мік Маккер Діувке Феттер с | США (USA) Генрі Голлінґсворт Ніколас Рашер Крістіан Табаш Кларк Дін Крістофер Карлсон Пітер Чатейн Еван Олсон Пітер Квінтон Ріеллі Мілн с |

Жінки
| Дисципліна               | Золото | Срібло | Бронза |
| ------------------------ | --- | --- | --- |
| Одиночки                 | Каролін Флорейн · Нідерланди | Емма Твігг · Нова Зеландія | Вікторія Сенкутея · Литва |
| Парні двійки             | Нова Зеландія (NZL) Брук Френсіс Люсі Спурс | Румунія (ROU) Ніколета-Анкуца Боднар Сімона Радіш                                                                                                   | Велика Британія (GBR) Матілда Годжкінс-Берн Беккі Вайлд                                                                                          |
| Парні двійки, легка вага | Велика Британія (GBR) Емілі Крейґ Імоджен Ґрант | Румунія (ROU) Джаніна Беляге Йонела Козмюк | Греція (GRE) Дімітра Конту Зої Фіціу |
| Парні четвірки           | Велика Британія (GBR) Лорін Генрі Ганна Скотт Лола Андерсон Джорджина Брейшоу                                                                                   | Нідерланди (NED) Лайла Юссіфу Бенте Пауліс Рос де Йонґ Тесса Дюллеманс                                                                              | Німеччина (GER) Марен Фельц Табеа Шендекель Леоні Менцель Пія Ґрайтен                                                                            |
| Двійки                   | Нідерланди (NED) Їмк'є Клеверінґ Веронік Местер | Румунія (ROU) Йоана Вринчану Роксана Ангел | Австралія (AUS) Джессіка Моррісон Аннабель Макінтайр                                                                                             |
| Четвірки                 | Нідерланди (NED) Марлус Олденбурґ Гермейнтче Дрент Тінка Офферейнс Бенте Бонстра                                                                                | Велика Британія (GBR) Гелен Гловер Есме Бут Саманта Редґрейв Ребекка Шортен                                                                         | Нова Зеландія (NZL) Джекі Ґовлер Фібі Спурс Давіна Ведді Керрі Говлер                                                                            |
| Вісімки                  | Румунія (ROU) Адріана Айлінкай Роксана Ангел Амалія Береш Мадаліна Береш Юліана Бухуш Думітріца Жункенаріу Юліана Попа Сімона Радіш Вікторія-Штефанія Петряну c | Канада (CAN) Ебіґейл Дент Келлей Філмер Кашя Ґручалла-Весєрскі Мая Мешкулейт Сідні Пейн Джессіка Севік Крістіна Вокер Авалон Вейстніс Крістен Кіт c | Велика Британія (GBR) Енні Кемпбелл-Орд Голлі Данфорд Емілі Форд Лорін Ервін Хейді Лонг Рован Маккеллар Їв Стюарт Гаррієт Тейлор Генрі Філдман c |

## Бадмінтон
| Дисципліна                            | Золото                                                   | Срібло                                    | Бронза                                   |
| ------------------------------------- | -------------------------------------------------------- | ----------------------------------------- | ---------------------------------------- |
| Чоловічий одиночний розряд детальніше | Віктор Аксельсен · Данія                                 | Кунлавут Вітідсарн · Тайланд              | Лі Цзи Цзя · Малайзія                    |
| Чоловічий парний розряд детальніше    | Китайський Тайбей (TPE) Лі Ян (бадмінтоніст) Ван Чі-лінь | Китай (CHN) Лян Вейкен Ван Чан            | Малайзія (MAS) Аарон Чіа Со Уй Їк        |
| Жіночий одиночний розряд детальніше   | Ан Се Йон · Південна Корея                               | Хе Бінцзяо · Китай                        | Грегорія Маріска Тунджунг · Індонезія    |
| Жіночий парний розряд детальніше      | Китай (CHN) Чень Цинчень Цзя Іфань                       | Китай (CHN) Лю Шеншу Тань Нін             | Японія (JPN) Намі Мацуяма Чіхару Шіда    |
| Змішаний розряд детальніше            | Китай (CHN) Чжен Сівей Гуан Якьон                        | Південна Корея (KOR) Кім Вон Хо Чон На Ин | Японія (JPN) Юта Ватанабе Аріса Хіґашіно |

## Баскетбол
| Дисципліна   | Золото | Срібло | Бронза |
| ------------ | --- | --- | --- |
| Чоловіки     | США (USA) Бем Адебайо Девін Букер Стефен Каррі Ентоні Девіс Кевін Дюрант Ентоні Едвардс Джоел Ембіід Тайріз Халібертон Джру Голідей Леброн Джеймс Джейсон Тейтум Деррік Вайт | Франція (FRA) Ендрю Альбісі Ніколя Батум Ісаїя Кордіньє Білаль Кулібалі Нандо де Коло Еван Фурньє Руді Гобер Матіас Лессор Франк Нтілікіна Меттью Стразель Віктор Вембаньяма Гершон Ябуселе | Сербія (SRB) Алексан Аврамович Богдан Богданович Деян Давидоваць Огнєн Добрич Марко Гудурич Нікола Йокич Нікола Йович Ваня Маринкович Василіє Мицич Нікола Милутинов Филип Петрушев Урош Плавшич |
| Жінки        | США (USA) Нафіса Коллієр Калі Коппер Челсі Ґрей Бріттні Грайнер Сабріна Йонеску Джуелл Лойд Келсі Плам Бріанна Стюарт Даяна Торасі Алісса Томас Ей'джа Вілсон Джекі Янґ      | Франція (FRA) Валеріан Аяї Мар'єм Бадьян Роман Берні Алексія Шері Марін Фоту Маріне Йоганнес Леїла Лакан Домінік Малонга Сара Мішель Іліана Рупер Жанель Салаюн Ґаббі Вільямс               | Австралія (AUS) Емі Атвелл Ісобел Борлейс Кайла Джордж Лорен Джексон Тесс Маджен Езі Маґбеґор Джейд Мелбурн Аланна Сміт Стефані Толбот Маріанна Толо Крісті Воллас Семі Віткомб                  |
| Чоловіки 3x3 | Нідерланди (NED) Ян Дріссен Дімео ван дер Горст Арвін Слаґтер Ворті де Йонґ                                                                                                  | Франція (FRA) Люка Дюссульє Тімоті Вержья Жуль Рамбо Франк Сегела | Литва (LTU) Шарунас Вінгеліс Гінтаутас Матуліс Ауреліюс Пукеліс Евалдас Джяугіс |
| Жінки 3x3    | Німеччина (GER) Марі Райхерт Еліза Мевіус Соня Ґрайнахер Свенья Брукгорст | Іспанія (ESP) Вега Хімено Сандра Ігеравіде Хуана Камільйон Грасія Алонсо де Армінья | США (USA) Діріка Гембі Сьєрра Бердік Гейлі Ван Літ Райн Говард |

## Бокс
Чоловіки
| Дисципліна                              | Золото                               | Срібло                       | Бронза                                       |
| --------------------------------------- | ------------------------------------ | ---------------------------- | -------------------------------------------- |
| Найлегша вага (до 51 кг) докладніше     | Хасанбой Дусматов · Узбекистан       | Білал Беннама · Франція      | Хуніор Алькантара · Домініканська Республіка |
| Найлегша вага (до 51 кг) докладніше     | Хасанбой Дусматов · Узбекистан       | Білал Беннама · Франція      | Даніель Варела де Піна · Кабо-Верде          |
| Напівлегка вага (до 57 кг) докладніше   | Абдумалік Халоков (UZB)              | Мунарбек Сеїтбек Уулу (KGZ)  | Чарлі Сеньйор · Австралія                    |
| Напівлегка вага (до 57 кг) докладніше   | Абдумалік Халоков (UZB)              | Мунарбек Сеїтбек Уулу (KGZ)  | Хав'єр Ібаньєс Діас · Болгарія               |
| Легка вага (до 63,5 кг) докладніше      | Ерісланді Альварес · Куба            | Соф'ян Уміа · Франція        | Ваят Сенфорд · Канада                        |
| Легка вага (до 63,5 кг) докладніше      | Ерісланді Альварес · Куба            | Соф'ян Уміа · Франція        | Лаша Гурулі · Грузія                         |
| Напівсередня вага (до 71 кг) докладніше | Асадхуджа Муйдінхуджаєв · Узбекистан | Марко Верде · Мексика        | Омарі Джонс · США                            |
| Напівсередня вага (до 71 кг) докладніше | Асадхуджа Муйдінхуджаєв · Узбекистан | Марко Верде · Мексика        | Льюїс Річардсон · Велика Британія            |
| Напівважка вага (до 80 кг) докладніше   | Олександр Хижняк · Україна           | Нурбек Оралбай · Казахстан   | Крістіан Піналес · Домініканська Республіка  |
| Напівважка вага (до 80 кг) докладніше   | Олександр Хижняк · Україна           | Нурбек Оралбай · Казахстан   | Арлен Лопес · Куба                           |
| Важка вага (до 92 кг) докладніше        | Лазізбек Муллажонов · Узбекистан     | Лорен Альфонсо · Азербайджан | Енмануель Реєс · Іспанія                     |
| Важка вага (до 92 кг) докладніше        | Лазізбек Муллажонов · Узбекистан     | Лорен Альфонсо · Азербайджан | Давлат Болтаєв · Таджикистан                 |
| Надважка вага (понад 92 кг) докладніше  | Баходір Жалолов (UZB)                | Аюб Гадфа (ESP)              | Нелві Тяфак · Німеччина                      |
| Надважка вага (понад 92 кг) докладніше  | Баходір Жалолов (UZB)                | Аюб Гадфа (ESP)              | Джамілі Абоду Мойндже · Франція              |

Жінки
| Дисципліна                              | Золото                      | Срібло                        | Бронза                            |
| --------------------------------------- | --------------------------- | ----------------------------- | --------------------------------- |
| Найлегша вага (до 50 кг) докладніше     | Ву Ю · Китай                | Бусеназ Чакироглу · Туреччина | Назим Кизайбай · Казахстан        |
| Найлегша вага (до 50 кг) докладніше     | Ву Ю · Китай                | Бусеназ Чакироглу · Туреччина | Айра Вілегас · Філіппіни          |
| Легша вага (до 54 кг) докладніше        | Чхан Юань · Китай           | Атіче Акбач · Туреччина       | Пан Чол Мі · КНДР                 |
| Легша вага (до 54 кг) докладніше        | Чхан Юань · Китай           | Атіче Акбач · Туреччина       | Во Ім Е Цзі · Південна Корея      |
| Напівлегка вага (до 57 кг) докладніше   | Лін Ю Тін (TPE)             | Юлія Шеремета (POL)           | Есра Їлдиз · Туреччина            |
| Напівлегка вага (до 57 кг) докладніше   | Лін Ю Тін (TPE)             | Юлія Шеремета (POL)           | Несті Петесіо · Філіппіни         |
| Легка вага (до 60 кг) докладніше        | Келлі Гаррінгтон · Ірландія | Ян Веньлу · Китай             | У Ши Ї · Китайський Тайбей        |
| Легка вага (до 60 кг) докладніше        | Келлі Гаррінгтон · Ірландія | Ян Веньлу · Китай             | Беатріс Феррейра · Бразилія       |
| Напівсередня вага (до 66 кг) докладніше | Іман Хеліф · Алжир          | Янг Ліу · Китай               | Чанчем Суваннапхенг · Тайланд     |
| Напівсередня вага (до 66 кг) докладніше | Іман Хеліф · Алжир          | Янг Ліу · Китай               | Чень Няньцінь · Китайський Тайбей |
| Середня вага (до 75 кг) докладніше      | Лі Цянь (CHN)               | Атейна Байлон (PAN)           | Кейтлін Паркер (AUS)              |
| Середня вага (до 75 кг) докладніше      | Лі Цянь (CHN)               | Атейна Байлон (PAN)           | Сінді Нгамба (EOR)                |

## Боротьба

### Греко-римська боротьба
| Подія                | Золото                      | Срібло                      | Бронза                           |
| -------------------- | --------------------------- | --------------------------- | -------------------------------- |
| до 60 кг докладніше  | Кен'їтіро Фуміта · Японія   | Цао Лігуо · Китай           | Жоламан Шаршенбеков · Киргизстан |
| до 60 кг докладніше  | Кен'їтіро Фуміта · Японія   | Цао Лігуо · Китай           | Рі Се Унг · КНДР                 |
| до 67 кг докладніше  | Саїд Есмаелі · Іран         | Парвіз Насібов · Україна    | Хасрат Джафаров · Азербайджан    |
| до 67 кг докладніше  | Саїд Есмаелі · Іран         | Парвіз Насібов · Україна    | Луїс Орта · Куба                 |
| до 77 кг докладніше  | Нао Кусака · Японія         | Демеу Жадраєв · Казахстан   | Малхас Амоян · Вірменія          |
| до 77 кг докладніше  | Нао Кусака · Японія         | Демеу Жадраєв · Казахстан   | Акжол Махмудов · Киргизстан      |
| до 87 кг докладніше  | Семен Новіков · Болгарія    | Аліреза Мохмадіпіані · Іран | Жан Беленюк · Україна            |
| до 87 кг докладніше  | Семен Новіков · Болгарія    | Аліреза Мохмадіпіані · Іран | Турпал Бісултанов · Данія        |
| до 97 кг докладніше  | Мохаммед Хаді Сараві · Іран | Артур Алексанян · Вірменія  | Габрієль Росільо · Куба          |
| до 97 кг докладніше  | Мохаммед Хаді Сараві · Іран | Артур Алексанян · Вірменія  | Узур Джузупбеков · Киргизстан    |
| до 130 кг докладніше | Міхайн Лопес · Куба         | Ясмані Акоста · Чилі        | Амін Мірзазаде · Іран            |
| до 130 кг докладніше | Міхайн Лопес · Куба         | Ясмані Акоста · Чилі        | Мен Ліньдже · Китай              |

### Вільна боротьба
Чоловіки
| Дисципліна           | Золото                        | Срібло                    | Бронза                              |
| -------------------- | ----------------------------- | ------------------------- | ----------------------------------- |
| до 57 кг докладніше  | Рей Хігуті · Японія           | Спенсер Лі · США          | Аман Сехрават · Індія               |
| до 57 кг докладніше  | Рей Хігуті · Японія           | Спенсер Лі · США          | Гуломжон Абдуллаєв · Узбекистан     |
| до 65 кг докладніше  | Котаро Кійоока · Японія       | Рахман Амузад · Іран      | Себастьян Рівера · Пуерто-Рико      |
| до 65 кг докладніше  | Котаро Кійоока · Японія       | Рахман Амузад · Іран      | Іслам Дудаєв · Албанія              |
| до 74 кг докладніше  | Разамбек Жамалов · Узбекистан | Даїті Такатані · Японія   | Кайл Дейк · США                     |
| до 74 кг докладніше  | Разамбек Жамалов · Узбекистан | Даїті Такатані · Японія   | Чермен Валієв · Албанія             |
| до 86 кг докладніше  | Магомед Рамазанов · Болгарія  | Хассан Яздані · Іран      | Аарон Брукс · США                   |
| до 86 кг докладніше  | Магомед Рамазанов · Болгарія  | Хассан Яздані · Іран      | Даурен Куруглієв · Греція           |
| до 97 кг докладніше  | Ахмед Тажудінов · Бахрейн     | Гіві Мачарашвілі · Грузія | Магомедхан Магомедов · Азербайджан  |
| до 97 кг докладніше  | Ахмед Тажудінов · Бахрейн     | Гіві Мачарашвілі · Грузія | Амір Алі Азарпіра · Іран            |
| до 125 кг докладніше | Гено Петріашвілі · Грузія     | Амір Хоссейн Заре · Іран  | Таха Акгюль · Туреччина             |
| до 125 кг докладніше | Гено Петріашвілі · Грузія     | Амір Хоссейн Заре · Іран  | Гіоргі Мешвільдішвілі · Азербайджан |

Жінки
| Подія               | Золото                   | Срібло                           | Бронза                          |
| ------------------- | ------------------------ | -------------------------------- | ------------------------------- |
| до 50 кг докладніше | Сара Гільдебрандт · США  | Юснейліс Гузман · Куба           | Юї Сусакі · Японія              |
| до 50 кг докладніше | Сара Гільдебрандт · США  | Юснейліс Гузман · Куба           | Фен Цзиці · Китай               |
| до 53 кг докладніше | Акарі Фудзінамі · Японія | Луція Єпес · Еквадор             | Чо Хьйо Гйон · КНДР             |
| до 53 кг докладніше | Акарі Фудзінамі · Японія | Луція Єпес · Еквадор             | Пан Цяньюй · Китай              |
| до 57 кг докладніше | Цугумі Сакурай · Японія  | Анастасія Нікіта · Молдова       | Гелен Маруліс · США             |
| до 57 кг докладніше | Цугумі Сакурай · Японія  | Анастасія Нікіта · Молдова       | Хун Кесінь · Китай              |
| до 62 кг докладніше | Сакура Мотокі · Японія   | Ірина Коляденко · Україна        | Айсулуу Тинибекова · Киргизстан |
| до 62 кг докладніше | Сакура Мотокі · Японія   | Ірина Коляденко · Україна        | Грейс Буллен · Норвегія         |
| до 68 кг докладніше | Аміт Елор · США          | Меерім Жуманазарова · Киргизстан | Бусе Тосун · Туреччина          |
| до 68 кг докладніше | Аміт Елор · США          | Меерім Жуманазарова · Киргизстан | Нонока Озакі · Японія           |
| до 76 кг докладніше | Юка Кагамі · Японія      | Кеннеді Блейдс · США             | Мілайміс Марін · Куба           |
| до 76 кг докладніше | Юка Кагамі · Японія      | Кеннеді Блейдс · США             | Тетяна Рентерія · Колумбія      |

## Брейкданс
| Дисципліна | Золото                          | Срібло                            | Бронза                         |
| ---------- | ------------------------------- | --------------------------------- | ------------------------------ |
| Чоловіки   | Філіп Кім · Філ Візард · Канада | Дані Сівіль · Дані Данн · Франція | Віктор Монталво · Віктор · США |
| Жінки      | Амі Юаса · Амі · Японія         | Домініка Баневич · Ніка · Литва   | Лю Цин'ї · 671 · Китай         |

## Важка атлетика
Чоловіки
| Дисципліна              | Золото                        | Золото        | Срібло                       | Срібло | Бронза                                      | Бронза |
| ----------------------- | ----------------------------- | ------------- | ---------------------------- | ------ | ------------------------------------------- | ------ |
| До 61 кг докладніше     | Лі Фабінь · Китай             | 310 кг        | Тхеерапонґ Сілачай · Тайланд | 303 кг | Гемптон Морріс · США                        | 298 кг |
| До 73 кг докладніше     | Різкі Джуніансіях · Індонезія | 354 кг        | Вірафон Вічума · Тайланд     | 346 кг | Божидар Андреєв · Болгарія                  | 344 кг |
| До 89 кг докладніше     | Карлос Насар · Болгарія       | 404 кг WR, OR | Єйсон Лопес · Колумбія       | 390 кг | Антоніо Піццолато · Італія                  | 384 кг |
| До 102 кг докладніше    | Лю Хуаньхуа · Китай           | 406 кг        | Акбар Джураєв · Узбекистан   | 404 кг | Євген Тихонцов · Допущені нейтральні атлети | 402 кг |
| Понад 102 кг докладніше | Лаша Талахадзе · Грузія       | 470 кг        | Вараздат Лалаян · Вірменія   | 467 кг | Гор Мінасян · Бахрейн                       | 461 кг |

Жінки
| Дисципліна             | Золото                     | Золото    | Срібло                      | Срібло | Бронза                           | Бронза |
| ---------------------- | -------------------------- | --------- | --------------------------- | ------ | -------------------------------- | ------ |
| До 49 кг докладніше    | Хоу Чжихуей · Китай        | 206 кг    | Міхаела Камбей · Румунія    | 205 кг | Суродчана Хамбао · Тайланд       | 200 кг |
| До 59 кг докладніше    | Ло Шифан · Китай           | 241 кг OR | Мод Шаррон · Канада         | 236 кг | Ко Сінчунь · Китайський Тайбей   | 235 кг |
| До 71 кг докладніше    | Олівія Рівз · США          | 262 кг    | Марі Санчес · Колумбія      | 257 кг | Анхі Паласіос · Еквадор          | 256 кг |
| До 81 кг докладніше    | Сольфрід Коанда · Норвегія | 275 кг OR | Сара Ахмед · Єгипет         | 268 кг | Нейсі Дайомес · Еквадор          | 267 кг |
| Понад 81 кг докладніше | Лі Веньвень · Китай        | 309 кг    | Пак Хє Чон · Південна Корея | 299 кг | Емілі Кемпбелл · Велика Британія | 288 кг |

## Велоспорт

### Шосейні гонки
| Дисципліна                         | Золото                   | Срібло                    | Бронза                   |
| ---------------------------------- | ------------------------ | ------------------------- | ------------------------ |
| групова шосейна гонка (чоловіки)   | Ремко Евенепул · Бельгія | Валентен Мадуа · Франція  | Крістоф Ляпорт · Франція |
| роздільна шосейна гонка (чоловіки) | Ремко Евенепул (BEL)     | Філіппо Ганна (ITA)       | Ваут ван Ерт (BEL)       |
| групова шосейна гонка (жінки)      | Крістен Фолкнер · США    | Маріанне Вос · Нідерланди | Лотте Копецкі · Бельгія  |
| роздільна шосейна гонка (жінки)    | Ґрейс Бравн (AUS)        | Анна Гендерсон (GBR)      | Хлоя Дагерт (USA)        |

### Трекові дисципліни
Чоловіки
| Дисципліна                    | Золото                                                                 | Срібло                                                                              | Бронза                                                                    |
| ----------------------------- | ---------------------------------------------------------------------- | ----------------------------------------------------------------------------------- | ------------------------------------------------------------------------- |
| Кейрін                        | Гаррі Лаврейсен · Нідерланди                                           | Метью Річардсон · Австралія                                                         | Метью Ґлетцер · Австралія                                                 |
| Медісон                       | Португалія (POR) Юрі Лейтан Руй Олівейра                               | Італія (ITA) Сімоне Консонні Елія Вівіані                                           | Данія (DEN) Ніклас Ларсен Міхаель Меркев                                  |
| Омніум                        | Бенжамен Тома · Франція                                                | Юрі Лейтан · Португалія                                                             | Фабіо ван ден Боссхе · Бельгія                                            |
| Командна гонка переслідування | Австралія (AUS) Олівер Бледдін Конор Лігі Келланд О'Браєн Сем Велсфорд | Велика Британія (GBR) Денієл Біґем Етан Гейтер Чарлі Тенфілд Етан Вернон Олівер Вуд | Італія (ITA) Сімоне Консонні Філіппо Ганна Франческо Ламон Джонатан Мілан |
| Спринт                        | Гаррі Лаврейсен · Нідерланди                                           | Метью Річардсон · Австралія                                                         | Джек Карлін · Велика Британія                                             |
| Командний спринт              | Нідерланди (NED) Рой ван ден Берг Гаррі Лаврейсен Джефрі Гогланд       | Велика Британія (GBR) Ед Лав Гаміш Тернбулл Джек Карлін                             | Австралія (AUS) Лей Гоффман Метью Річардсон Метью Ґлетцер                 |

Жінки
| Дисципліна                    | Золото                                                              | Срібло                                                                    | Бронза                                                                      |
| ----------------------------- | ------------------------------------------------------------------- | ------------------------------------------------------------------------- | --------------------------------------------------------------------------- |
| Кейрін                        | Еллесс Ендрюс · Нова Зеландія                                       | Гетті ван де Ваув · Нідерланди                                            | Емма Фінукейн · Велика Британія                                             |
| Медісон                       | Італія (ITA) К'яра Консонні Вітторія Гвацціні                       | Велика Британія (GBR) Елінор Баркер Ніа Еванс                             | Нідерланди (NED) Майке ван дер Дейн Ліса ван Белле                          |
| Омніум                        | Дженіфер Валенте · США                                              | Дарія Пікулік · Польща                                                    | Еллі Волластон · Нова Зеландія                                              |
| Командна гонка переслідування | США (USA) Дженіфер Валенте Лілі Вільямс Хлоя Дагерт Крістен Фолкнер | Нова Зеландія (NZL) Еллі Волластон Брайоні Бота Емілі Ширман Ніколь Шилдз | Велика Британія (GBR) Елінор Баркер Джосі Найт Анна Морріс Джессіка Робертс |
| Спринт                        | Еллесс Ендрюс · Нова Зеландія                                       | Леа Фрідріх · Німеччина                                                   | Емма Фінукейн · Велика Британія                                             |
| Командний спринт              | Велика Британія (GBR) Кеті Марчант Софі Кейпвелл Емма Фінукейн      | Нова Зеландія (NZL) Ребекка Петч Шаан Фултон Еллесс Ендрюс                | Німеччина (GER) Пауліне Грабош Емма Гінце Леа Софі Фрідріх                  |

### Маунтінбайк
| Дисципліна | Золото                       | Срібло                     | Бронза                                         |
| ---------- | ---------------------------- | -------------------------- | ---------------------------------------------- |
| Чоловіки   | Том Підкок · Велика Британія | Віктор Корецький · Франція | Алан Хазерлі · Південно-Африканська Республіка |
| Жінки      | Полін Ферран-Прево · Франція | Гейлі Баттен · США         | Єнні Ріссведс · Швеція                         |

### BMX
| Дисципліна         | Золото                       | Срібло                         | Бронза                   |
| ------------------ | ---------------------------- | ------------------------------ | ------------------------ |
| Чоловіки, гонки    | Жоріс Доде · Франція         | Сильвен Андре · Франція        | Ромен Майо · Франція     |
| Чоловіки, фрістайл | Хосе Торрес Хіль · Аргентина | Кіран Рейллі · Велика Британія | Антоні Жанжан · Франція  |
| Жінки, гонки       | Сая Сакакібара · Австралія   | Манон Венстра · Нідерланди     | Зое Классенс · Швейцарія |
| Жінки, фрістайл    | Ден Явень · Китай            | Перріс Бенеґас · США           | Наталія Дім · Австралія  |

## Веслування на байдарках і каное

### Слалом
| Дисципліна                  | Золото                        | Срібло                      | Бронза                          |
| --------------------------- | ----------------------------- | --------------------------- | ------------------------------- |
| Каное-одиночки, чоловіки    | Ніколя Гестен (FRA)           | Адам Берджесс (GBR)         | Матей Бенюш (SVK)               |
| Каное-одиночки, жінки       | Джессіка Фокс (AUS)           | Елена Лілік (GER)           | Еві Лейбфарт (USA)              |
| Байдарки-одиночки, чоловіки | Джованні де Дженнаро · Італія | Тітуан Кастрік · Франція    | По Ечаніс · Іспанія             |
| Байдарки-одиночки, жінки    | Джессіка Фокс (AUS)           | Клаудія Зволінська (POL)    | Кімберлі Вудс (GBR)             |
| Байдарки-крос, чоловіки     | Фінн Батчер · Нова Зеландія   | Джо Кларк · Велика Британія | Ноа Геґґе · Німеччина           |
| Байдарки-крос, жінки        | Ноемі Фокс · Австралія        | Анжель Юґ · Франція         | Кімберлі Вудс · Велика Британія |

### Спринтерські гонки
Чоловіки
| Дисципліна                | Золото                                                         | Срібло                                                                               | Бронза                                                                   |
| ------------------------- | -------------------------------------------------------------- | ------------------------------------------------------------------------------------ | ------------------------------------------------------------------------ |
| Каное-одиночки, 1000 м    | Мартін Фукса · Чехія                                           | Ісакіас Кейрос · Бразилія                                                            | Захар Петров · Допущені нейтральні атлети                                |
| Каное-двійки, 500 м       | Китай (CHN) Лю Хао Цзі Бовень                                  | Італія (ITA) Габріеле Казадеї Карло Таккіні                                          | Іспанія (ESP) Жоан Антоні Морено Дієго Домінгес                          |
| Байдарки-одиночки, 1000 м | Йозеф Достал · Чехія                                           | Адам Варга · Угорщина                                                                | Балінт Копас · Угорщина                                                  |
| Байдарки-двійки, 500 м    | Німеччина (GER) Якоб Шопф Макс Лемке                           | Угорщина (HUN) Бенце Надаш Шандор Тотка                                              | Австралія (AUS) Жан ван дер Вестгейзен Томас Ґрін                        |
| Байдарки-четвірки, 500 м  | Німеччина (GER) Макс Рендшмідт Макс Лемке Якоб Шопф Том Лібшер | Австралія (AUS) Райлі Фітцсіммонс П'єр ван дер Вестгейзен Джексон Коллінз Ноа Гавард | Іспанія (ESP) Саул Кравіотто Карлос Аревало Маркус Вальц Родріго Гермаде |

Жінки
| Дисципліна               | Золото                                                                   | Срібло                                                          | Бронза                                                                     |
| ------------------------ | ------------------------------------------------------------------------ | --------------------------------------------------------------- | -------------------------------------------------------------------------- |
| Каное-одиночки, 200 м    | Кеті Венсан · Канада                                                     | Невін Гаррісон · США                                            | Яріслейдіс Сіріло · Куба                                                   |
| Каное-двійки, 500 м      | Китай (CHN) Сюй Шисяо Сунь Мен'я                                         | Україна (UKR) Людмила Лузан Анастасія Рибачок                   | Канада (CAN) Слоун Мак-Кензі Кеті Венсан                                   |
| Байдарки-одиночки, 500 м | Ліза Керрінгтон · Нова Зеландія                                          | Тамара Чіпеш · Угорщина                                         | Емма Єргенсен · Данія                                                      |
| Байдарки-двійки, 500 м   | Нова Зеландія (NZL) Ліза Керрінгтон Алісія Госкін                        | Угорщина (HUN) Тамара Чіпеш Аліда Дора Ґажо                     | Німеччина (GER) Пауліна Пашек Юле Гаке Угорщина (HUN) Ноемі Пупп Сара Фойт |
| Байдарки-четвірки, 500 м | Нова Зеландія (NZL) Ліза Керрінгтон Алісія Госкін Олівія Бретт Тара Воен | Німеччина (GER) Пауліна Пашек Юле Гаке Пауліне Яґш Сара Брюслер | Угорщина (HUN) Ноемі Пупп Сара Фойт Тамара Чіпеш Аліда Дора Ґажо           |

## Вітрильний спорт
Чоловіки
| Дисципліна   | Золото                                     | Срібло                                               | Бронза                            |
| ------------ | ------------------------------------------ | ---------------------------------------------------- | --------------------------------- |
| IQFoil       | Том Реувені · Ізраїль                      | Гре Морріс · Австралія                               | Люк ван Опзеланд · Нідерланди     |
| Клас Лазер   | Метью Верн · Австралія                     | Павлос Контідес · Кіпр                               | Стефано Песк'єра · Перу           |
| Formula Kite | Валентин Бонтус · Австрія                  | Тоні Водишек · Словенія                              | Максиміліан Медер · Сінгапур      |
| Клас 49er    | Іспанія (ESP) Дієго Ботін Флоріан Тріттель | Нова Зеландія (NZL) Ісаак Мак-Гарді Вільям Мак-Кензі | США (USA) Ієн Берроуз Ганс Генкен |

Жінки
| Дисципліна        | Золото                                        | Срібло                                    | Бронза                                 |
| ----------------- | --------------------------------------------- | ----------------------------------------- | -------------------------------------- |
| IQFoil            | Марта Маджетті · Італія                       | Шерон Кантор · Ізраїль                    | Емма Вілсон · Велика Британія          |
| Клас Лазер Радіал | Маріт Боувместер · Нідерланди                 | Анн-Марі Ріндом · Данія                   | Ліне Флем Гест · Норвегія              |
| Formula Kite      | Еллі Олдрідж · Велика Британія                | Лоріан Нолот · Франція                    | Аннелоус Ламмертс · Нідерланди         |
| Клас 49er FX      | Нідерланди (NED) Оділе ван Анголт Аннетт Дойц | Швеція (SWE) Вільма Бобек Ребекка Нетцлер | Франція (FRA) Сара Стюарт Шарлін Пікон |

Вікрита категорія
| Дисципліна | Золото                                   | Срібло                                        | Бронза                                          |
| ---------- | ---------------------------------------- | --------------------------------------------- | ----------------------------------------------- |
| 470        | Австрія (AUT) Лара Вадлау Лукас Мер      | Японія (JPN) Кейдзю Окада Міхо Йосіока        | Швеція (SWE) Антон Дальберг Ловіса Карлссон     |
| Накра 17   | Італія (ITA) Руджеро Тіта Катеріна Банті | Аргентина (ARG) Матео Махдалані Еухенія Боско | Нова Зеландія (NZL) Міка Вілкінсон Еріка Довсон |

## Водне поло
| Дисципліна | Золото        | Срібло          | Бронза           |
| ---------- | ------------- | --------------- | ---------------- |
| Чоловіки   | Сербія (SRB)  | Хорватія (CRO)  | США (USA)        |
| Жінки      | Іспанія (ESP) | Австралія (AUS) | Нідерланди (NED) |

## Волейбол
| Дисципліна                  | Золото | Срібло | Бронза |
| --------------------------- | --- | --- | --- |
| Чоловіки                    | Франція (FRA) Бартелемі Шиненьєзе Женя Гребенников Жан Патрі Бенжамен Тоньютті Кевін Тійї Ервін Н'Ґапет Антуан Брізар Ніколя ле Гофф Тревор Клевено Ясін Луаті Тео Фор Кантен Жуффруа                        | Польща (POL) Лукаш Качмарек Бартош Курек Вільфредо Леон Александер Слівка Ґжеґож Ломач Якуб Кохановський Каміль Семенюк Павел Заторський Марцін Януш Матеуш Бенек Томаш Форналь Норберт Губер                  | США (USA) Метт Андерсон Аарон Расселл Джеффрі Джендрик Торі Дефалко Майка Крістенсон Максвелл Голт Міка Ма'а Томас Яшке Ґарретт Муаґутутія Тейлор Аверілл Девід Сміт Ерік Шоджі                                                     |
| Жінки                       | Італія (ITA) Маріна Лубіан Карлотта Камбі Моніка Де Дженнаро Алессія Орро Катеріна Бозетті Анна Данезі Міріам Сілла Паола Еґону Сара Луїза Фар Ловет Оморуї Катерина Антропова Гая Джованніні Іларія Спіріто | США (USA) Майка Генкок Джордін Поултер Ейвері Скіннер Джастін Вонґ-Орантес Лорен Карліні Джордан Ларсон Андреа Дрюс Джордан Томпсон Гейлі Вашинґтон Дана Реттке Кетрін Пламмер Келсі Робінсон Кук Чіака Оґбоґу | Бразилія (BRA) Нієме Коста Діана Дуарте Макріс Карнейру Таїса Менезес Розамарія Монтібельєр Роберта Рацке Габрієла Гімарайнш Ана Крістіна де Соуза Наталія Араужу Ана Кароліна да Сілва Юлія Бергманн Тайнара Сантус Лорен Тейшейра |
| Пляжний волейбол (чоловіки) | Швеція (SWE) Девід Оман Йонатан Хеллвіг | Німеччина (GER) Нільс Елерс Клеменс Віклер | Норвегія (NOR) Андерс Мол Крістіан Серум |
| Пляжний волейбол (жінки)    | Бразилія (BRA) Ана Патрісія Дуда Лісбоа | Канада (CAN) Мелісса Гумана-Паредес Бренді Вілкерсон | Швейцарія (SUI) Таня Гюберлі Ніна Бечарт |

## Гандбол
| Дисципліна | Золото | Срібло | Бронза |
| ---------- | --- | --- | --- |
| Чоловіки   | Данія (DEN) Ніклас Ландін Якобсен Ніклас Кіркелекке Маґнус Ландін Якобсен Еміль Якобсен Расмус Лауґе Еміль Нільсен Маґнус Свуґструп Ганс Ліндберґ Матіас Ґідсель Генрік Мьоллгаард Міккель Гансен Лукас Єрґенсен Лассе Андерссон Сімон Гальд Томас Соммер Арнольдсен Сімон Пітлік                 | Німеччина (GER) Давід Шпет Йоганнес Ґолла Лука Віцке Себастьян Гайманн Юстус Фішер Юрі Кнорр Юліан Кестер Ренарс Ушчинс Кай Хефнер Тім Горнке Андреас Вольфф Руне Дамке Лукас Мертенс Крістоф Штайнерт Марко Ґрґіч Яннік Кольбахер                | Іспанія (ESP) Гонсало Перес де Варгас Хорхе Македа Алекс Дуйшебаєв Родріго Корралес Адрія Фігерас Іманоль Гарсіандія Абель Сердіо Агустін Касадо Алейкс Гомес Ян Таррафета Мігель Санчес-Мігальйон Даніель Дуйшебаєв Каулді Одріосола Даніель Фернандес Хав'єр Родрігес Морено |
| Жінки      | Норвегія (NOR) Вероніка Крістіансен Марен Ніланд Ордал Стіне Скоґранд Нора Мерк Стіне Бредал Офтедал Сільє Солберґ-Естгассель Карі Браттсет Дале Крістіне Брейстель Вільде Інґстад Катрін Лунде Гаральдсен Маріт Ресберґ Якобсен Камілла Геррем Санна Сольберг Генні Рейстад Тале Рушфельдт Дейла | Франція (FRA) Лора Глаузер Мелін Ноканді Алісія Тубланк Клое Валентіні Коралі Лассурс Грейс Зааді Клеопатр Дарло Лора Фліпп Орлан Канор Тамара Горачек Полетта Фоппа Естель Нзе Мінко Ор'ян Ондоно Люсі Граньє Сара Букті Лена Грандво Атаду Сако | Данія (DEN) Сандра Тофт Сара Іверсен Гелена Ельвер Анне Метте Гансен Катріне Гейндаль Ліне Гауґстед Алтея Рейнгардт Метте Транборґ Крістіна Єрґенсен Тріне Естерґорд Луїсе Бурґорд Міє Гейлунд Емма Фріїс Рікке Іверсен Міхала Меллер                                          |

## Гімнастика

### Спортивна гімнастика
| Дисципліна         | Золото                                                                              | Срібло                                                                                | Бронза                                                                                    |
| ------------------ | ----------------------------------------------------------------------------------- | ------------------------------------------------------------------------------------- | ----------------------------------------------------------------------------------------- |
| Чоловіки           |                                                                                     |                                                                                       |                                                                                           |
| Командна першість  | Японія (JPN) Дайкі Гашимото Казума Кая Ока Шинносуке Ватару Танігава Такаакі Сугіно | Китай (CHN) Чжан Бохен Лю Ян (гімнаст) Сяо Жотен Цзоу Цзиньюань Су Вейде              | США (USA) Фред Річард Пол Джуда Стівен Недорощик Броуді Мелоун Ашер Хонг                  |
| Абсолютна першість | Ока Шинносуке (JPN)                                                                 | Чжан Бохен (CHN)                                                                      | Сяо Жотен (CHN)                                                                           |
| Вільні вправи      | Карлос Юло (PHI)                                                                    | Артем Долгопят (ISR)                                                                  | Джейк Джерман (GBR)                                                                       |
| Кінь               | Ріс Мак-Кленаган (IRL)                                                              | Наріман Курбанов (KAZ)                                                                | Стівен Недорощик (USA)                                                                    |
| Кільця             | Лю Ян (CHN)                                                                         | Цзоу Цзиньюань (CHN)                                                                  | Елефтеріос Петруніас (GRE)                                                                |
| Опорний стрибок    | Карлос Юло (PHI)                                                                    | Артур Давтян (ARM)                                                                    | Гаррі Гепворт (GBR)                                                                       |
| Паралельні бруси   | Цзоу Цзиньюань (CHN)                                                                | Ілля Ковтун (UKR)                                                                     | Ока Шинносуке (JPN)                                                                       |
| Перекладина        | Ока Шинносуке (JPN)                                                                 | Анхель Барахас (COL)                                                                  | Танг Чіа-Гунг (TPE) Чжан Бохен (CHN)                                                      |
| Жінки              |                                                                                     |                                                                                       |                                                                                           |
| Командна першість  | США (USA) Сімона Байлс Суніса Лі Джордан Чайлз Джейд Кері Гезлі Рівера              | Італія (ITA) Анжела Андреолі Джорджія Вілла Аліса Д'Амато Маніла Еспозіто Еліса Іоріо | Бразилія (BRA) Ребека Андраде Флавія Сарайва Джейд Барбоса Лоррейн Олівейра Джулія Суарес |
| Абсолютна першість | Сімона Байлс (USA)                                                                  | Ребека Андраде (BRA)                                                                  | Суніса Лі (USA)                                                                           |
| Опорний стрибок    | Сімона Байлс (USA)                                                                  | Ребека Андраде (BRA)                                                                  | Джейд Кері (USA)                                                                          |
| Різновисокі бруси  | Кайлія Немур (ALG)                                                                  | Цю Ціюань (CHN)                                                                       | Суніса Лі (USA)                                                                           |
| Колода             | Аліса Д'Амато (ITA)                                                                 | Чжоу Яцінь (CHN)                                                                      | Маніла Еспозіто (ITA)                                                                     |
| Вільні вправи      | Ребека Андраде (BRA)                                                                | Сімона Байлс (USA)                                                                    | Джордан Чайлз (USA) Ана Барбосу (ROU)*                                                    |

- за рішенням Спортивного арбітражного суду[4]

### Художня гімнастика
| Дисципліна          | Золото                                                                    | Срібло                                                                         | Бронза                                                                                      |
| ------------------- | ------------------------------------------------------------------------- | ------------------------------------------------------------------------------ | ------------------------------------------------------------------------------------------- |
| Групові детальніше  | Китай (CHN) Жангхуанг Хуанг Ксіняй Дінг Ланджінг Ванг Ксіксі Гуо Тінг Гао | Ізраїль (ISR) Шані Баканов Адар Фрідман Ромі Паріцькі Офір Шахам Діана Сверцов | Італія (ITA) Лаура Паріс Мартіна Центофанті Агнес Дуранті Алессія Мауреллі Даніела Могуріан |
| Особисті детальніше | Дар'я Варфоломеєв (GER)                                                   | Боряна Калейн (BUL)                                                            | Софія Раффаелі (ITA)                                                                        |

### Стрибки на батуті
| Дисципліна          | Золото                | Срібло                      | Бронза            |
| ------------------- | --------------------- | --------------------------- | ----------------- |
| Чоловіки детальніше | Іван Литвинович (AIN) | Ван Зисай (CHN)             | Янь Ланюй (CHN)   |
| Жінки детальніше    | Бріоні Пейдж (GBR)    | Віялета Бардзіловська (AIN) | Софіан Месо (CAN) |

## Гольф
| Дисципліна | Золото                   | Срібло                          | Бронза                  |
| ---------- | ------------------------ | ------------------------------- | ----------------------- |
| Чоловіки   | Скотті Шеффлер · США     | Томмі Флітвуд · Велика Британія | Хідекі Мацуяма · Японія |
| Жінки      | Лідія Ко · Нова Зеландія | Естер Гензелайт · Німеччина     | Лінь Сіюй · Китай       |

## Дзюдо
Чоловіки
| Дисципліна   | Золото                            | Срібло                        | Бронза                             |
| ------------ | --------------------------------- | ----------------------------- | ---------------------------------- |
| До 60 кг     | Єлдос Сметов (KAZ)                | Лука Мкхейдзе (FRA)           | Рюджю Наґаяма (JPN)                |
| До 60 кг     | Єлдос Сметов (KAZ)                | Лука Мкхейдзе (FRA)           | Франсіско Гаррігос (ESP)           |
| До 66 кг     | Хіфумі Абе (JPN)                  | Вілліан Ліма (BRA)            | Киргизбаєв Гусман Даніярович (KAZ) |
| До 66 кг     | Хіфумі Абе (JPN)                  | Вілліан Ліма (BRA)            | Денис Вієру (MDA)                  |
| До 73 кг     | Гейдаров Хідаят Мінаят огли (AZE) | Жоан-Бенжамен Габа (FRA)      | Аділь Османов (MDA)                |
| До 73 кг     | Гейдаров Хідаят Мінаят огли (AZE) | Жоан-Бенжамен Габа (FRA)      | Соїчі Хашімото (JPN)               |
| До 81 кг     | Таканорі Нагасе (JPN)             | Тато Грігалашвілі (GEO)       | Лі Чун Хван (KOR)                  |
| До 81 кг     | Таканорі Нагасе (JPN)             | Тато Грігалашвілі (GEO)       | Сомон Махмадбеков (TJK)            |
| До 90 кг     | Лаша Бекаурі (GEO)                | Саншіро Мурао (JPN)           | Максім-Гаель Нгаяп Амбу (FRA)      |
| До 90 кг     | Лаша Бекаурі (GEO)                | Саншіро Мурао (JPN)           | Теодорос Целідіс (GRE)             |
| До 100 кг    | Зелім Коцоєв · Азербайджан        | Ілія Суламанідзе · Грузія     | Петер Пальчик · Ізраїль            |
| До 100 кг    | Зелім Коцоєв · Азербайджан        | Ілія Суламанідзе · Грузія     | Музаффарбек Туробоєв · Узбекистан  |
| Понад 100 кг | Тедді Рінер · Франція             | Кім Мін Чжон · Південна Корея | Темур Рахімов · Таджикистан        |
| Понад 100 кг | Тедді Рінер · Франція             | Кім Мін Чжон · Південна Корея | Алішер Юсупов · Узбекистан         |

Жінки
| Дисципліна  | Золото                   | Срібло                        | Бронза                       |
| ----------- | ------------------------ | ----------------------------- | ---------------------------- |
| До 48 кг    | Нацумі Цунода (JPN)      | Бавуудоржийн Баасанкхую (MGL) | Шірін Буклі (FRA)            |
| До 48 кг    | Нацумі Цунода (JPN)      | Бавуудоржийн Баасанкхую (MGL) | Тара Бабулфат (SWE)          |
| До 52 кг    | Дійора Келдійорова (UZB) | Дістрія Краснічі (KOS)        | Ларісса Пімента (BRA)        |
| До 52 кг    | Дійора Келдійорова (UZB) | Дістрія Краснічі (KOS)        | Амандін Бюшар (FRA)          |
| До 57 кг    | Кріста Деґучі (CAN)      | Хо Мі Мі (KOR)                | Харука Фунакубо (JPN)        |
| До 57 кг    | Кріста Деґучі (CAN)      | Хо Мі Мі (KOR)                | Сара-Леоні Сізік (FRA)       |
| До 63 кг    | Андрея Лешкі (SLO)       | Пріска Авіті Алькарас (MEX)   | Кларісс Агбеньєну (FRA)      |
| До 63 кг    | Андрея Лешкі (SLO)       | Пріска Авіті Алькарас (MEX)   | Лаура Фазліу (KOS)           |
| До 70 кг    | Барбара Матич (CRO)      | Міріам Буткерайт (GER)        | Міхаела Поллерес (AUT)       |
| До 70 кг    | Барбара Матич (CRO)      | Міріам Буткерайт (GER)        | Ґабріелла Віллемс (BEL)      |
| До 78 кг    | Аліче Белланді · Італія  | Інбар Ланір · Ізраїль         | Ма Чженьчжао · Китай         |
| До 78 кг    | Аліче Белланді · Італія  | Інбар Ланір · Ізраїль         | Патрісія Сампаю · Португалія |
| Понад 78 кг | Беатріс Соуза · Бразилія | Раз Гершко · Ізраїль          | Кім Ха Юн · Південна Корея   |
| Понад 78 кг | Беатріс Соуза · Бразилія | Раз Гершко · Ізраїль          | Романа Дікко · Франція       |

Командні змагання
| Дисципліна      | Золото | Срібло | Бронза |
| --------------- | --- | --- | --- |
| Змішана команда | Франція (FRA) (14) Шірін Буклі Жоан-Бенжамен Габа Амандін Бюшар Валід Хяр Сара-Леоні Сізік Лука Мкхейдзе Кларісс Агбеньєну Альфа Умар Джало Марі-Їв Гайє Максім-Гаель Нгаяп Амбу Романа Дікко Орельєн Дьєсс Мадлен Малонга Тедді Рінер | Японія (JPN) (14) Абе Ута Хіфумі Абе Харука Фунакубо Соїчі Хашімото Цунода Нацумі Наґаяма Рюджю Сакі Ніїзое Саншіро Мурао Міку Ташіро Таканорі Нагасе Аарон Вольф Ріка Такаяма Соне Акіра Тацуру Сайто | Бразилія (BRA) (10) Данієл Карнін Леонардо Гонсалвеш Вілліан Ліма Рафаел Маседо Гільєрме Шимідт Рафаел Сілва Ларісса Пімента Кетлейн Квадрос Рафаела Сілва Беатріс Соуза |
| Змішана команда | Франція (FRA) (14) Шірін Буклі Жоан-Бенжамен Габа Амандін Бюшар Валід Хяр Сара-Леоні Сізік Лука Мкхейдзе Кларісс Агбеньєну Альфа Умар Джало Марі-Їв Гайє Максім-Гаель Нгаяп Амбу Романа Дікко Орельєн Дьєсс Мадлен Малонга Тедді Рінер | Японія (JPN) (14) Абе Ута Хіфумі Абе Харука Фунакубо Соїчі Хашімото Цунода Нацумі Наґаяма Рюджю Сакі Ніїзое Саншіро Мурао Міку Ташіро Таканорі Нагасе Аарон Вольф Ріка Такаяма Соне Акіра Тацуру Сайто | Південна Корея (KOR) (11) Лі Хе Гьон Кім Вон Чін Чун Є Рін Ан Ба Ул Хо Мі Мі Кім Чі Со Лі Чун Хван Хан Чу Йоп Юн Хьон Чі Кім Ха Юн Кім Мін Чжон                          |

## Кінний спорт
| Дисципліна               | Золото | Срібло | Бронза |
| ------------------------ | --- | --- | --- |
| Індивідуальна виїздка    | Джессіка фон Бредов-Верндль · Німеччина                                                                               | Ізабелль Верт · Німеччина                                                                                           | Шарлотт Фрай · Велика Британія |
| Командна виїздка         | Німеччина (GER) Фредерік Вандрес на Bluetooth Old Ізабелль Верт на Wendy Джессіка фон Бредов-Верндль на TSF Dalera BB | Данія (DEN) Даніель Бахманн Андерсен на Vayron Нанна Скодборґ Мерральд на Zepter Катріне Лаудруп-Дюфур на Freestyle | Велика Британія (GBR) Бекі Муді на Jagerbomb Карл Гестер на Fame Шарлотт Фрай на Glamourdale                                                 |
| Індивідуальне триборство | Міхаель Юнґ · на Chipmunk Frh · Німеччина                                                                             | Крістофер Бертон · на Shadow Man · Австралія                                                                        | Лора Коллетт · на London 52 · Велика Британія                                                                                                |
| Командне триборство      | Велика Британія (GBR) Розалінд Кантер на Lordships Graffalo Том Мак-Юен на JD Dublin Лора Коллетт на London 52        | Франція (FRA) Ніколя Тузен на Diabolo Menthe Карім Лагуа на Triton Fontaine Стефан Ландуа на Chaman Dumontceau      | Японія (JPN) Тошіюкі Танака на Jefferson Кадзума Томото на Vinci De La Vigne Йошіакі Оїва на Mgh Grafton Street Рюдзо Кітаджіма на Cekatinka |
| Індивідуальний конкур    | Хрістіан Кукук · на Checker 47 · Німеччина                                                                            | Стів Герда · на Dynamix de Belheme · Швейцарія                                                                      | Майкел ван дер Влетен · на Beauville Z · Нідерланди                                                                                          |
| Командний конкур         | Велика Британія (GBR) Бен Маєр на Dallas Vegas Batilly Гаррі Чарлз на Romeo 88 Скотт Бреш на Jefferson                | США (USA) Лора Крот на Baloutinue Карл Кук на Caracole de la Roque Маклейн Ворд на Ilex                             | Франція (FRA) Сімон Делестр на I.Alemusina R 51 Олів'є Перро на Dorai D'Aiguilly Жульєн Епайяр на Dubai du Cèdre                             |

## Легка атлетика
Чоловіки
| Дисципліни                | Золото                                                                                       | Золото      | Срібло                                                                                            | Срібло     | Бронза | Бронза     |
| ------------------------- | -------------------------------------------------------------------------------------------- | ----------- | ------------------------------------------------------------------------------------------------- | ---------- | --- | ---------- |
| 100 метрів                | Ноа Лайлс · США                                                                              | 9,79 PB     | Кішейн Томпсон · Ямайка                                                                           | 9,79       | Фред Керлі · США | 9,81 SB    |
| 200 метрів                | Леціле Тебого · Ботсвана                                                                     | 19.46 AR    | Кеннет Беднарек · США                                                                             | 19.62      | Ноа Лайлс · США | 19.70      |
| 400 метрів                | Квінсі Голл · США                                                                            | 43,40 PB    | Меттью Гадсон-Сміт · Велика Британія                                                              | 43,44 AR   | Музала Самуконга · Замбія | 43,74 NR   |
| 800 метрів                | Еммануель Ваньйоньї · Кенія                                                                  | 1:41.19 PB  | Марко Ароп · Канада                                                                               | 1:41.20 AR | Джамель Седжаті · Алжир | 1:41.50    |
| 1500 метрів               | Коул Гокер · США                                                                             | 3.27,65 OR  | Джош Керр · Велика Британія                                                                       | 3.27,79 NR | Яред Нугусе · США | 3.27,80 PB |
| 5000 метрів               | Якоб Інгебрігтсен · Норвегія                                                                 | 13:13.66 SR | Рональд Квемої · Кенія                                                                            | 13:15.04   | Грант Фішер · США | 13:15.13   |
| 10000 метрів              | Джошуа Чептегеї · Уганда                                                                     | 26:43.14    | Беріху Арегаві · Ефіопія                                                                          | 26:43.44   | Грант Фішер · США | 26:43.46   |
| 110 метрів з бар'єрами    | Грант Голловей · США                                                                         | 12.99       | Даніель Робертс · США                                                                             | 13.09      | Рашид Броадбелл · Ямайка | 13.09SB    |
| 400 метрів з бар'єрами    | Рай Бенджамін · США                                                                          | 46.46SB     | Карстен Варгольм · Норвегія                                                                       | 47.06      | Рашид Броадбелл · Бразилія | 47.26      |
| 3000 метрів з перешкодами | Суф'ян ель Баккалі · Марокко                                                                 | 8.06,05 SB  | Кеннет Рукс · США                                                                                 | 8.06,41 PB | Абрахам Кібівот · Кенія | 8.06,47 SB |
| 4×100 метрів              | Канада · Аарон Браун · Джером Блейк · Брендон Родні · Андре де Грассе                        | 37,50 SB    | Південно-Африканська Республіка · Баянда Валаза · Шон Масванганьї · Бредлі Нкоана · Акані Сімбіне | 37,57 AR   | Велика Британія · Джеремая Азу · Луї Гінчкліфф · Нетаніел Мітчелл-Блейк · Жарнел Г'юз · Річард Кілті (забіг)                            | 37,61 SB   |
| 4×400 метрів              | США · Крістофер Бейлі · Вернон Норвуд · Брайс Дедмон · Рай Бенджамін · Квінсі Вілсон (забіг) | 2.54,43 OR  | Ботсвана · Баяпо Ндорі · Бусанг Кебінатшипі · Ентоні Песела · Леціле Тебого                       | 2.54,53 AR | Велика Британія · Алекс Гейдок-Вілсон · Меттью Гадсон-Сміт · Льюїс Дейві · Чарльз Добсон · Семюел Ріардон (забіг) · Тобі Гарріс (забіг) | 2.55,83 AR |
|                           |                                                                                              |             |                                                                                                   |            | |            |
| Марафон                   | Тамірат Тола · Ефіопія                                                                       | 2:06.26 OR  | Башир Абді · Бельгія                                                                              | 2:06.47 SB | Бенсон Кіпруто · Кенія | 2:07.00    |
| Ходьба 20 кілометрів      | Браян Пінтадо · Еквадор                                                                      | 1:18:55     | Каю Бонфін · Бразилія                                                                             | 1:19:09    | Альваро Мартін · Іспанія | 1:19:11    |
| Стрибки у висоту          | Гаміш Керр · Нова Зеландія                                                                   | 2,36 =AR    | Шелбі Мак'юен · США                                                                               | 2,36 PB    | Мутаз Есса Баршим · Катар | 2,34 SB    |
| Стрибки з жердиною        | Арман Дюплантіс · Швеція                                                                     | 6,25 WR OR  | Сем Кендрікс · США                                                                                | 5,95 =SB   | Еммануїл Караліс · Греція | 5,90       |
| Стрибки у довжину         | Мільтіадіс Тентоглу · Греція                                                                 | 8,48        | Вейн Піннок · Ямайка                                                                              | 8,36       | Маттія Фурлані · Італія | 8,34       |
| Потрійний стрибок         | Хордан Діас · Іспанія                                                                        | 17,86       | Педро Пічардо · Португалія                                                                        | 17,84      | Анді Діас · Італія | 17,64 SB   |
| Штовхання ядра            | Раян Кроузер · США                                                                           | 22,90 SB    | Джо Ковач · США                                                                                   | 22,15      | Раджиндра Кемпбелл · Ямайка | 22,15      |
| Метання диска             | Родже Стоуна · Ямайка                                                                        | 70,00 OR    | Міколас Алекна · Литва                                                                            | 69,97      | Меттью Денні · Австралія | 69,31      |
| Метання молота            | Ітан Кацберг · Канада                                                                        | 84,12       | Бенце Халас · Угорщина                                                                            | 79,97      | Михайло Кохан · Україна | 79,39      |
| Метання списа             | Аршад Надім · Пакистан                                                                       | 92,97 OR    | Нірадж Чопра · Угорщина                                                                           | 89,45 SB   | Андерсон Пітерс · Гренада | 88,54      |
|                           |                                                                                              |             |                                                                                                   |            | |            |
| Десятиборство             | Маркус Рут · Норвегія                                                                        | 8796 NR     | Лео Нойгебауер · Німеччина                                                                        | 8748       | Ліндон Віктор · Гренада | 8711 SB    |

Жінки
| Дисципліни                | Золото | Золото     | Срібло | Срібло      | Бронза | Бронза      |
| ------------------------- | --- | ---------- | --- | ----------- | --- | ----------- |
| 100 метрів                | Джульєн Альфред · Сент-Люсія | 10,72 NR   | Шакаррі Річардсон · США | 10,87       | Мелісса Джефферсон · США | 10,92       |
| 200 метрів                | Габрієль Томас · США | 21,83      | Джульєн Альфред · Сент-Люсія | 22,08       | Бріттані Браун · США | 22,20       |
| 400 метрів                | Марілейді Пауліно · Домініканська Республіка | 48,17 OR   | Сальва Насер · Бахрейн | 48,53 SB    | Наталя Качмарек · Польща | 48,98       |
| 800 метрів                | Кілі Годжкінсон · Велика Британія | 1.56,72    | Циге Дугума · Ефіопія | 1.57,15 PB  | Мері Мораа · Кенія | 1.57,42     |
| 1500 метрів               | Фейт Кіп'єгон · Кенія | 3.51,29 OR | Джессіка Галл · Австралія | 3.52,56     | Джорджія Белл · Велика Британія | 3.52,61 NR  |
| 5000 метрів               | Беатріс Чебет · Кенія | 14.28,56   | Фейт Кіп'єгон · Кенія | 14.29,60 SB | Сіфан Гассан · Нідерланди | 14.30,61 SB |
| 10000 метрів              | Беатріс Чебет · Кенія | 30.43,25   | Надя Баттоклетті · Італія | 30.43,35 NR | Сіфан Гассан · Нідерланди | 30.44,12 SB |
| 100 метрів з бар'єрами    | Масаї Расселл · США | 12,33      | Сірена Самба-Маєла · Франція | 12,34       | Ясмін Камачо-Квінн · Пуерто-Рико | 12,36       |
| 400 метрів з бар'єрами    | Сідні Мак-Лафлін-Леврон · США | 50,37 WR   | Анна Кокрелл · США | 51,87 PB    | Фемке Бол · Нідерланди | 52,15       |
| 3000 метрів з перешкодами | Вінфред Яві · Бахрейн | 8.52,76 OR | Перут Чемутаї · Уганда | 8.53,34 NR  | Фейт Черотіч · Кенія | 8.55,15 PB  |
| 4×100 метрів              | США · Мелісса Джефферсон · Тваніша Террі · Габрієль Томас · Шакеррі Річардсон                                                                      | 41,78 SB   | Велика Британія · Діна Ашер-Сміт · Імані Лансіквот · Емі Гант · Дерілл Нейта · Б'янка Вільямс (забіг) · Дезіре Генрі (забіг)     | 41,85       | Німеччина · Александра Бурґгардт · Ліза Маєр · Джина Люкенкемпер · Ребекка Гаазе · Софія Юнк (забіг)                                                                            | 41,97 SB    |
| 4×400 метрів              | США · Шам'єр Літтл · Сідні Мак-Лафлін-Леврон · Габрієль Томас · Алексіс Голмс · Кванера Гейз (забіг) · Аалія Батлер (забіг) · Кайлін Браун (забіг) | 3.15,27 AR | Нідерланди · Ліке Клавер · Кателейн Петерс · Лісанне де Вітте · Фемке Бол · Евеліне Салберг (забіг) · Мірте ван дер Схот (забіг) | 3.19,50 NR  | Велика Британія · Вікторія Огуруогу · Лавіаї Нільсен · Ніколь Єргін · Амбер Аннінг · Ємі Мері Джон (забіг) · Ханна Келлі (забіг) · Джоді Вільямс (забіг) · Ліна Нільсен (забіг) | 3.19,72 NR  |
|                           | |            | |             | |             |
| Марафон                   | Сіфан Гассан · Нідерланди | 2:22.55    | Тігст Ассефа · Ефіопія | 2:22.58     | Геллен Обірі · Кенія | 2:23.10     |
| Ходьба 20 кілометрів      | Ян Цзяюй · Китай | 1:25:54    | Марія Перес · Іспанія | 1:26:19     | Джеміма Монтаг · Австралія | 1:26:25     |
|                           | |            | |             | |             |
| Стрибки у висоту          | Ярослава Магучіх · Україна | 2,00       | Нікола Оліслагерс · Австралія | 2,00        | Елеанор Паттерсон · Австралія Ірина Геращенко · Україна | 1,95 =SB    |
| Стрибки з жердиною        | Ніна Кеннеді · Австралія | 4,90 SB    | Кеті Мун · США | 4,85 =SB    | Аліша Ньюман · Канада | 4,85 NR     |
| Стрибки у довжину         | Тара Девіс-Вудхолл · США | 7,10       | Малайка Мігамбо · Німеччина | 6,98        | Джасмін Мур · США | 6,96        |
| Потрійний стрибок         | Теа Лафонд · Домініка | 15,02 NR   | Шаніка Рікеттс · Ямайка | 14,87 SB    | Джасмін Мур · США | 14,67 SB    |
| Штовхання ядра            | Ємісі Огунлеє · Німеччина | 20,00      | Медісон-Лі Віше · Нова Зеландія                                                                                                  | 19,86 PB    | Сун Цзяюань · Китай | 19,32       |
| Метання диска             | Валарі Олман · США | 69,50      | Фен Бінь · Китай | 67,51       | Сандра Елкасевич · Хорватія | 67,51 SB    |
| Метання молота            | Кемрін Роджерс · Канада | 76,97      | Аннет Ечикунвоке · США | 75,48 SB    | Чжао Цзе · Китай | 74,27       |
| Метання списа             | Кітаґуті Харука · Японія | 65,80 SB   | Йо-Ане ван Дік · Південно-Африканська Республіка                                                                                 | 63,93       | Нікола Огродникова · Чехія | 63,68 SB    |
|                           | |            | |             | |             |
| Семиборство               | Нафіссату Тіам · Бельгія | 6880       | Катаріна Джонсон-Томпсон · Велика Британія                                                                                       | 6844        | Нор Відтс · Бельгія | 6707        |

Змішані дисципліни
| Дисципліна                   | Золото                                                                                      | Золото     | Срібло                                                           | Срібло  | Бронза | Бронза     |
| ---------------------------- | ------------------------------------------------------------------------------------------- | ---------- | ---------------------------------------------------------------- | ------- | --- | ---------- |
| 4×400 метрів                 | Нідерланди · Юджин Омалла · Ліке Клавер · Ісая Іккінк · Фемке Бол · Кателейн Петерс (забіг) | 3.07,43 AR | США · Вернон Норвуд · Шам'єр Літтл · Брайс Дедмон · Кайлін Браун | 3.07,74 | Велика Британія · Семюел Ріардон · Лавіаї Нільсен · Алекс Гейдок-Вілсон · Амбер Еннінг · Ніколь Єргін (забіг) | 3.08,01 NR |
| естафетна марафонська ходьба | Іспанія · Альваро Мартін · Марія Перес                                                      | 2:50:31    | Еквадор · Браян Пінтадо · гленда Морехон                         | 2:51:22 | Австралія · Рідіан Коулі · Джемайма Монтаг                                                                    | 2:51:38    |

## Настільний теніс
| Дисципліна                  | Золото                                      | Срібло                                                        | Бронза                                               |
| --------------------------- | ------------------------------------------- | ------------------------------------------------------------- | ---------------------------------------------------- |
| одиночний розряд (чоловіки) | Фань Чженьдун · Китай                       | Трульс Мереґорд · Швеція                                      | Фелікс Лебрен · Франція                              |
| командний розряд (чоловіки) | Китай (CHN) Ван Чуцинь Ма Лун Фань Чженьдун | Швеція (SWE) Антон Кельберґ Крістіан Карлссон Трульс Мереґорд | Франція (FRA) Сімон Гозі Алексі Лебрен Фелікс Лебрен |
| одиночний розряд (жінки)    | Чень Мен · Китай                            | Сунь Їнша · Китай                                             | Хіна Хаята · Японія                                  |
| командний розряд (жінки)    | Китай (CHN) Сунь Їнша Ван Маньюй Чень Мен   | Японія (JPN) Хіна Хаята Міва Харімото Міу Хірано              | Південна Корея (KOR) Сін Ю Пін Чон Чі Хі Лі Ин Хе    |
| змішаний парний розряд      | Китай (CHN) Ван Чуцинь Сунь Їнша            | Північна Корея (PRK) Лі Чон Сік Кім Кум Йон                   | Південна Корея (KOR) Лім Чон Хун Сін Ю Пін           |

## Плавання
Чоловіки
| 50 м вільним стилем               | Кемерон Макевой · Австралія | Бенджамін Прауд · Велика Британія | Флоран Маноду · Франція |                                                 |  |  |
| 100 м вільним стилем              | Пань Чжаньле · Китай | Кайл Чалмерс · Австралія | Давід Попович · Румунія |                                                 |  |  |
| 200 м вільним стилем              | Давід Попович · Румунія | Метью Річардс · Велика Британія | Лук Гобсон · США |                                                 |  |  |
| 400 м вільним стилем              | Лукас Мертенс (GER) | Елайджа Віннінґтон (AUS) | Кім У Мін (KOR) |                                                 |  |  |
| 800 м вільним стилем              | Денієл Віффен · Ірландія | Роберт Фінк · США | Грегоріо Пальтріньєрі · Італія |                                                 |  |  |
| 1500 м вільним стилем             | Роберт Фінк · США | Грегоріо Пальтріньєрі · Італія | Денієл Віффен · Ірландія |                                                 |  |  |
|                                   | | | |                                                 |  |  |
| 100 м на спині                    | Томас Чеккон · Італія | Сюй Цзяюй · Китай | Раян Мерфі · США |                                                 |  |  |
| 200 м на спині                    | Хуберт Кош · Угорщина | Апостолос Хрістоу · Греція | Роман Мітюков · Швейцарія |                                                 |  |  |
|                                   | | | |                                                 |  |  |
| 100 м брасом                      | Ніколо Мартіненьї · Італія | Адам Піті · Велика Британія Нік Фінк · США | Не нагороджували позаяк срібну медаль поділили. | Не нагороджували позаяк срібну медаль поділили. |  |  |
| 200 м брасом                      | Леон Маршан · Франція | Зак Стабблеті-Кук · Австралія | Каспар Корбо · Нідерланди |                                                 |  |  |
|                                   | | | |                                                 |  |  |
| 100 м батерфляєм                  | Леон Маршан · Франція | Кріштоф Мілак · Угорщина | Ілля Харун · Канада |                                                 |  |  |
| 200 м батерфляєм                  | Леон Маршан · Франція | Кріштоф Мілак · Угорщина | Ілля Харун · Канада |                                                 |  |  |
|                                   | | | |                                                 |  |  |
| 200 м комплексом                  | Леон Маршан · Франція | Данкан Скотт · Велика Британія | Ван Шунь · Китай |                                                 |  |  |
| 400 м комплексом                  | Леон Маршан · Франція | Томоюкі Мацушіта · Японія | Карсон Фостер · США |                                                 |  |  |
|                                   | | | |                                                 |  |  |
| естафета 4 × 100 м вільним стилем | США (USA) Джек Алексі (47.67) Кріс Ґільяно (47.33) Гантер Армстронґ (46.75) Кайлеб Дрессел (47.53) Раян Гелд[b] Меттью Кінґ[b]             | Австралія (AUS) Джек Картрайт (48.03) Флінн Саутем (48.00) Кай Тейлор (47.73) Кайл Чалмерс (46.59) Вільям Янґ[b]                                  | Італія (ITA) Алессандро Мірессі (48.04) Томас Чеккон (47.44) Паоло Конте Бонін (48.16) Мануель Фріго (47.06) Лоренцо Дзадзері[b] Леонардо Деплано[b]  |                                                 |  |  |
| естафета 4 × 200 м вільним стилем | Велика Британія (GBR) Джеймс Ґай (1:45.09) Том Дін (1:45.28) Метт Річардс (1:45.11) Данкан Скотт (1:43.95) Кіран Берд[b] Джек Макміллан[b] | США (USA) Лук Гобсон (1:45.55) Карсон Фостер (1:45.31) Дрю Кіблер (1:45.12) Кіаран Сміт (1:44.80) Брукс Керрі[b] Блейк П'єроні[b] Кріс Ґільяно[b] | Австралія (AUS) Максімілліан Джульяні (1:45.99) Флінн Саутем (1:45.53) Елайджа Віннінґтон (1:45.19) Томас Нілл (1:45.27) Кай Тейлор[b] Зак Інсерті[b] |                                                 |  |  |
| естафета 4 × 100 комплексом       | Китай (CHN) Сюй Цзяюй (52.37) Цінь Хайян (57.98) Сунь Цзяцзюнь (51.19) Пань Чжаньле (45.92) Ван Чанхао[b]                                  | США (USA) Раян Мерфі (52.44) Нік Фінк (58.97) Кайлеб Дрессел (49.41) Гантер Армстронґ (47.19) Чарлі Свонсон[b] Томас Гейлмен[b] Джек Алексі[b]    | Франція (FRA) Йоанн Ндує-Бруар (52.60) Леон Маршан (58.62) Максім Груссе (49.57) Флоран Маноду (47.59) Клеман Секкі[b] Рафаель Фант-Дамер[b]          |                                                 |  |  |
|                                   | | | |                                                 |  |  |
| 10 км на відкритій воді           | Кріштоф Рашовскі · Угорщина | Олівер Клемет · Німеччина | Давід Бетлехем · Угорщина |                                                 |  |  |

Жінки
| 50 м вільним стилем               | Сара Шестрем · Швеція | Меґ Гарріс · Австралія | Чжан Юйфей · Китай |  |  |  |
| 100 м вільним стилем              | Сара Шестрем · Швеція | Торрі Гаск · США | Шівон Хогі · Гонконг |  |  |  |
| 200 м вільним стилем              | Моллі О'Каллаган · Австралія | Аріарн Тітмус · Австралія | Шівон Хогі · Гонконг |  |  |  |
| 400 м вільним стилем              | Аріарн Тітмус (AUS) | Саммер Макінтош (CAN) | Кейті Ледекі (USA) |  |  |  |
| 800 м вільним стилем              | Кейті Ледекі · США | Аріарн Тітмус · Австралія | Пейдж Мадден · США |  |  |  |
| 1500 м вільним стилем             | Кейті Ледекі · США | Анастасія Кирпичникова · Франція | Ізабель Марі Ґозе · Німеччина |  |  |  |
|                                   | | | |  |  |  |
| 100 м на спині                    | Кейлі Маккіон · Австралія | Реган Сміт · США | Кетрін Беркофф · США |  |  |  |
| 200 м на спині                    | Кейлі Маккіон · Австралія | Реган Сміт · США | Кайлі Масс · Канада |  |  |  |
|                                   | | | |  |  |  |
| 100 м брасом                      | Татьяна Сміт · Південно-Африканська Республіка | Тан Цяньтін · Китай | Мона Макшеррі · Ірландія |  |  |  |
| 200 м брасом                      | Кейт Дуглас · США | Татьяна Сміт · Південно-Африканська Республіка | Тес Схаутен · Нідерланди |  |  |  |
|                                   | | | |  |  |  |
| 100 м батерфляєм                  | Торрі Гаск · США | Ґретхен Волш · США | Чжан Юйфей · Китай |  |  |  |
| 200 м батерфляєм                  | Саммер Макінтош · Канада | Реган Сміт · США | Чжан Юйфей · Китай |  |  |  |
|                                   | | | |  |  |  |
| 200 м комплексом                  | Саммер Макінтош · Канада | Кейт Дуглас · США | Кейлі Маккіон · Австралія |  |  |  |
| 400 м комплексом                  | Саммер Макінтош · Канада | Кейті Ґраймс · США | Емма Веянт · США |  |  |  |
|                                   | | | |  |  |  |
| естафета 4 × 100 м вільним стилем | Австралія (AUS) Моллі О'Каллаган (52.24) Шейна Джек (52.35) Емма Маккеон (52.39) Меґ Гарріс (51.94) Олівія Вунш[b] Бронте Кемпбелл[b]                        | США (USA) Кейт Дуглас (52.98) Ґретхен Волш (52.55) Торрі Гаск (52.06) Сімоне Мануель (52.61) Еббі Вейтцейл[b] Еріка Браун (плавчиня)[b]                                          | Китай (CHN) Ян Цзюньсюань (52.48) Чен Юйцзє (52.76) Чжан Юйфей (52.75) У Цінфен (52.31) Юй Їтін[b]                                 |  |  |  |
| естафета 4 × 200 м вільним стилем | Австралія (AUS) Моллі О'Каллаган (1:53.52) Лані Паллістер (1:55.61) Бріанна Тросселл (1:56.00) Аріарн Тітмус (1:52.95) Джеймі Перкінс[b] Шейна Джек[b]       | США (USA) Клер Вайнстайн (1:54.88) Пейдж Мадден (1:55.63) Кейті Ледекі (1:54.93) Ерін Ґеммелл (1:55.40) Анна Пепловскі[b] Сімоне Мануель[b] Алекс Шейкелл[b]                     | Китай (CHN) Ян Цзюньсюань (1:54.52) Лі Бінцзє (1:55.05) Ґе Чутун (1:57.45) Лю Ясінь (1:55.32) Тан Мухань[b] Кун Яці[b]             |  |  |  |
| естафета 4 × 100 комплексом       | США (USA) Реган Сміт (57.28) OR Ліллі Кінг (1:04.90) Ґретхен Волш (55.03) Торрі Гаск (52.42) Кетрін Беркофф[b] Емма Вебер[b] Алекс Шейкелл[b] Кейт Дуглас[b] | Австралія (AUS) Кейлі Маккіон (57.72) Дженна Страуч (1:07.31) Емма Маккеон (56.25) Моллі О'Каллаган (51.83) Іона Андерсон[b] Елла Рамзей[b] Александрія Перкінс[b] Меґ Гарріс[b] | Китай (CHN) Вань Летянь (59.81) Тан Цяньтін (1:05.79) Чжан Юйфей (55.52) Ян Цзюньсюань (52.11) Ван Сюеер[b] Юй Їтін[b] У Цінфен[b] |  |  |  |
|                                   | | | |  |  |  |
| 10 км на відкритій воді           | Шарон ван Раувендал · Нідерланди | Моеша Джонсон · Австралія | Джиневра Таддеуччі · Італія |  |  |  |

Змішані
| Дисципліна                  | Золото | Срібло | Бронза |
| --------------------------- | --- | --- | --- |
| естафета 4 × 100 комплексом | США (USA) Раян Мерфі (52.08) Нік Фінк (58.29) Ґретхен Волш (55.18) Торрі Гаск (51.88) Реган Сміт[b] Чарлі Свонсон[b] Кайлеб Дрессел[b] Еббі Вейтцейл[b] | Китай (CHN) Сюй Цзяюй (52.13) Цінь Хайян (57.82) Чжан Юйфей (55.64) Ян Цзюньсюань (51.96) Тан Цяньтін[b] Пань Чжаньле[b] | Австралія (AUS) Кейлі Маккіон (57.90) Джошуа Йонґ (58.43) Метью Темпл (50.42) Моллі О'Каллаган (52.01) Іона Андерсон[b] Зак Стабблеті-Кук[b] Емма Маккеон[b] Кайл Чалмерс[b] |

## Регбі
| Дисципліна | Золото        | Срібло | Бронза                          |
| ---------- | ------------- | ------ | ------------------------------- |
| Чоловіки   | Франція       | Фіджі  | Південно-Африканська Республіка |
| Жінки      | Нова Зеландія | Канада | США                             |

## Серфінг
| Дисципліна | Золото              | Срібло                         | Бронза                    |
| ---------- | ------------------- | ------------------------------ | ------------------------- |
| Чоловіки   | Колі Вас · Франція  | Джек Робінсон · Австралія      | Габріел Медіна · Бразилія |
| Жінки      | Каролін Маркс · США | Татіана Вестон-Вебб · Бразилія | Жоанн Дефе · Франція      |

## Артистичне плавання
| Дисципліна     | Золото                                                                                            | Срібло | Бронза |
| -------------- | ------------------------------------------------------------------------------------------------- | --- | --- |
| Жіночі дуети   | Китай (CHN) Ван Люї Ван Цяньї                                                                     | Велика Британія (GBR) Кейт Шортман Ізабелл Торп                                                                          | Нідерланди (NED) Брег'є де Брауер Норт'є де Брауер |
| Жіночі команди | Китай (CHN) Гао Чан, Ю Фенг, Сію Ванг, Лію Ванг, Ксюній Ванг, Вінксюан Ксіан, Янінг Ксяо, Яй Жанг | США (USA) Аніта Альварез, Ямі Жарковськи, Мегумі Філд, Кіана Гантер, Одрі Квон, Жаклін Лю, Даніелла Рамірез, Рубі Рематі | Іспанія (ESP) Ксель Ферре Гасет, Марина Гарсія Поло, Лілу Луїс Валетте, Мерісель Мас Пуджадас, Аліса Ожогіна Ожогін, Паула Рамірез Іванез, Іріс Тіо Сакас, Бланка Толедано Лаут |

## Скейтбординг
| Дисципліна       | Золото                   | Срібло                 | Бронза                       |
| ---------------- | ------------------------ | ---------------------- | ---------------------------- |
| парк (чоловіки)  | Кіґан Палмер · Австралія | Том Шаар · США         | Аугусту Акіо · Бразилія      |
| парк (жінки)     | Аріса Трю · Австралія    | Кокона Хіракі · Японія | Скай Браун · Велика Британія |
| стріт (чоловіки) | Юто Хоріґоме · Японія    | Джеґґер Ітон · США     | Найджа Г'юстон · США         |
| стріт (жінки)    | Коко Йошідзава · Японія  | Ліз Акама · Японія     | Раїсса Леал · Бразилія       |

## Спортивне скелелазіння
| Комбінація (чоловіки)           | Тобі Робертс · Велика Британія | Сорато Анраку · Японія | Якоб Шуберт · Австрія        |  |  |  |
| Лазіння на швидкість (чоловіки) | Веддрік Леонардо · Індонезія   | У Пен · Китай          | Сем Вотсон · США             |  |  |  |
|                                 |                                |                        |                              |  |  |  |
| Комбінація (жінки)              | Яня Гарнбрет · Словенія        | Брук Рабуту · США      | Джессіка Пільц · Австрія     |  |  |  |
| Лазіння на швидкість (жінки)    | Александра Мірослав · Польща   | Ден Ліцзюань · Китай   | Александра Калуцька · Польща |  |  |  |

## Стрибки у воду
| Дисципліна                   | Золото                              | Срібло                                      | Бронза                                                    |
| ---------------------------- | ----------------------------------- | ------------------------------------------- | --------------------------------------------------------- |
| Чоловіки                     |                                     |                                             |                                                           |
| трамплін, 3 метри            | Сє Сиї (CHN)                        | Ван Цзунюань (CHN)                          | Осмар Ольвера (MEX)                                       |
| вишка, 10 метрів             | Цао Юань · Китай                    | Тамаї Рікуто · Японія                       | Ноа Вільямс · Велика Британія                             |
| синхронний трамплін, 3 метри | Китай (CHN) Ван Цзунюань Лун Даої   | Мексика (MEX) Хуан Селая Осмар Ольвера      | Велика Британія (GBR) Ентоні Гардінґ Джек Лафер           |
| синхронна вишка, 10 метрів   | Китай (CHN) Ян Хао Лянь Цзюньцзє    | Велика Британія (GBR) Том Дейлі Ноа Вільямс | Канада (CAN) Райлен Вайнс Натан Шомбор-Маррей             |
| Жінки                        |                                     |                                             |                                                           |
| трамплін, 3 метри            | Чень Ївень (CHN)                    | Меддісон Кіні (AUS)                         | Чан Яні (CHN)                                             |
| вишка, 10 метрів             | Цюань Хунчань (CHN)                 | Чень Юйсі (CHN)                             | Кім Мі Ре (PRK)                                           |
| синхронний трамплін, 3 метри | Китай (CHN) Чан Яні Чень Ївень      | США (USA) Сара Бейкон Кассіді Кук           | Велика Британія (GBR) Ясмін Гарпер Скарлетт М'ю Дженсен   |
| синхронна вишка, 10 метрів   | Китай (CHN) Чень Юйсі Цюань Хунчань | Північна Корея (PRK) Кім Мі Ре Чо Чін Мі    | Велика Британія (GBR) Андреа Спендоліні-Сіріє Луїс Тулсон |

## Стрільба
Чоловіки
| Дисципліна                                          | Золото                        | Срібло                          | Бронза                          |
| --------------------------------------------------- | ----------------------------- | ------------------------------- | ------------------------------- |
| Пневматичний пістолет, 10 метрів                    | Сє Юй · Китай                 | Федеріко Ніло Мальдіні · Італія | Паоло Монна · Італія            |
| Швидкісний пістолет, 25 метрів                      | Лі Юехун · Китай              | Чхо Йон Че · Південна Корея     | Ван Синьцзє · Китай             |
| Пневматична гвинтівка, 10 метрів                    | Шен Ліхао · Китай             | Віктор Ліндґрен · Швеція        | Міран Марічич · Хорватія        |
| Дрібнокаліберна гвинтівка, 50 метрів, три положення | Лю Юйкунь · Китай             | Сергій Куліш · Україна          | Свапніл Кусале · Індія          |
| Трап                                                | Натан Гейлс · Велика Британія | Ці Їн · Китай                   | Жан п'єр Броль · Гватемала      |
| Скит                                                | Вінсент Генкок · США          | Коннер Прінс · США              | Лі Мен-юань · Китайський Тайбей |

Жінки
| Дисципліна                                          | Золото                       | Срібло                         | Бронза                    |
| --------------------------------------------------- | ---------------------------- | ------------------------------ | ------------------------- |
| Пневматичний пістолет, 10 метрів                    | О Є Чін · Південна Корея     | Кім Є-Джі · Південна Корея     | Ману Бгакер · Індія       |
| Пістолет, 25 метрів                                 | Ян Чі Ін · Південна Корея    | Камій Єдржеєвські · Франція    | Вероніка Майор · Угорщина |
| Пневматична гвинтівка, 10 метрів                    | Пан Хьо Чін · Південна Корея | Хуан Ютін · Китай              | Одрі Ґонья · Швейцарія    |
| Дрібнокаліберна гвинтівка, 50 метрів, три положення | К'яра Леоне · Швейцарія      | Саґен Маддалена · США          | Чжан Цюн'юе · Китай       |
| Трап                                                | Адріана Руано · Гватемала    | Сільвана Станко · Італія       | Пенні Сміт · Австралія    |
| Скит                                                | Франциска Кроветто · Чилі    | Ембер Руттер · Велика Британія | Остін Сміт · США          |

Змішані змагання
| Дисципліна                       | Золото                                      | Срібло                                           | Бронза                                      |
| -------------------------------- | ------------------------------------------- | ------------------------------------------------ | ------------------------------------------- |
| Пневматичний пістолет, 10 метрів | Сербія (SRB) Зорана Аруновіч Дамір Мікец    | Туреччина (TUR) Шевваль Ілайда Тархан Юсуф Дікеч | Індія (IND) Ману Бгакер Сарабджот Сінґг     |
| Пневматична гвинтівка, 10 метрів | Китай (CHN) Хуан Ютін Шен Ліхао             | Південна Корея (KOR) Ким Чі Хьон Пак Ха Чун      | Казахстан (KAZ) Олександра Ле Іслам Сатпаєв |
| Скит                             | Італія (ITA) Діана Бакосі Габріеле Россетті | США (USA) Остін Сміт Вінсент Генкок              | Китай (CHN) Цзян Їтін Лю Цзяньлінь          |

## Стрільба з лука
| Дисципліна                        | Золото                                                   | Срібло                                                  | Бронза                                                        |
| --------------------------------- | -------------------------------------------------------- | ------------------------------------------------------- | ------------------------------------------------------------- |
| Індивідуальна першість (чоловіки) | Кім У Джін · Південна Корея                              | Брейді Еллісон · США                                    | Лі У Сок · Південна Корея                                     |
| Командна першість (чоловіки)      | Південна Корея (KOR) Кім Джі Док Кім У Джін Лі У Сок     | Франція (FRA) Батіст Аддіс Тома Широ Жан-Шарль Валладон | Туреччина (TUR) Мете Газоз Улаш Тюмер Абдулла Їлдирмиш        |
| Індивідуальна першість (жінки)    | Лім Сі Хьон · Південна Корея                             | Нам Со Хьон · Південна Корея                            | Ліза Барбелен · Франція                                       |
| Командна першість (жінки)         | Південна Корея (KOR) Чон Хон Йон Лім Сі Хьон Нам Со Хьон | Китай (CHN) Ань Цисюань Лі Цзямань Ян Сяолей            | Мексика (MEX) Анхела Руїс Алехандра Валенсія Ана Паула Васкес |
| Першість змішаних команд          | Південна Корея (KOR) Кім У Джін Лім Сі Хьон              | Німеччина (GER) Флоріан Унру Мішелль Кроппен            | США (USA) Брейді Еллісон Кейсі Кауфголд                       |

## Сучасне п'ятиборство
| Дисципліна | Золото                   | Срібло                  | Бронза                       |
| ---------- | ------------------------ | ----------------------- | ---------------------------- |
| Чоловіки   | Ахмед ель-Генді · Єгипет | Тайшю Сато · Японія     | Джорджо Малан · Італія       |
| Жінки      | Мішель Гуйяш · Угорщина  | Елоді Клувель · Франція | Сон Син Мін · Південна Корея |

## Теніс
| одиночний розряд (чоловіки) | Новак Джокович · Сербія                           | Карлос Алькарас · Іспанія | Лоренцо Музетті · Італія                            |  |  |  |
| парний розряд (чоловіки)    | Австралія (AUS) Меттью Ебден Джон Пірс (тенісист) | США (USA) Остін Крайчек Ражів Рам | США (USA) Тейлор Фріц Томмі Пол                     |  |  |  |
|                             |                                                   | |                                                     |  |  |  |
| одиночний розряд (жінки)    | Чжен Ціньвень · Китай                             | Донна Векич · Хорватія | Іга Свьонтек · Польща                               |  |  |  |
| парний розряд (жінки)       | Італія (ITA) Сара Еррані Жасмін Паоліні           | [[Файл:Шаблон:КраїнаОІ прапор 2024\|20x18px\|border\|прапор, що використовується країною на Іграх]] ANA ([[Шаблон:КраїнаОІ 2024 на Олімпійських іграх літніх\|2024]]) Мірра Андрєєва Діана Шнайдер | Іспанія (ESP) Крістіна Букша Сара Соррібес Тормо    |  |  |  |
|                             |                                                   | |                                                     |  |  |  |
| змішаний парний розряд      | Чехія (CZE) Катержина Сінякова Томаш Мачач        | Китай (CHN) Ван Сіньюй Чжан Чжичжень | Канада (CAN) Фелікс Оже-Аліассім Габріела Дабровскі |  |  |  |

## Тріатлон
| Дисципліна       | Золото                                                             | Срібло                                                         | Бронза                                                                        |
| ---------------- | ------------------------------------------------------------------ | -------------------------------------------------------------- | ----------------------------------------------------------------------------- |
| Чоловіки         | Алекс Ї · Велика Британія                                          | Гейден Вайлд · Нова Зеландія                                   | Лео Бергер · Франція                                                          |
| Жінки            | Кассандр Богран · Франція                                          | Жулі Деррон · Швейцарія                                        | Бет Поттер · Велика Британія                                                  |
| Змішана естафета | Тім Гельвіг · Ліза Терч · Лассе Люрч · Лаура Ліндеманн · Німеччина | Сет Райдер · Тейлор Співі · Морган Пірсон · Тейлор Кнібб · США | Алекс Ї · Джорджія Тейлор-Браун · Сем Дікінсон · Бет Поттер · Велика Британія |

## Тхеквондо
Чоловіки
| Вагова категорія | Золото                       | Срібло                            | Бронза                          |
| ---------------- | ---------------------------- | --------------------------------- | ------------------------------- |
| до 58 кг         | Пак Те Чун · Південна Корея  | Гашим Магомедов · Азербайджан     | Сірьян Раве · Франція           |
| до 58 кг         | Пак Те Чун · Південна Корея  | Гашим Магомедов · Азербайджан     | Мохамед Халіль Джендубі · Туніс |
| до 68 кг         | Улугбек Рашитов · Узбекистан | Заїд Карім · Йорданія             | Лян Юшуай · Китай               |
| до 68 кг         | Улугбек Рашитов · Узбекистан | Заїд Карім · Йорданія             | Едівал Понтес · Бразилія        |
| до 80 кг         | Фірас Катуссі · Туніс        | Мегран Бархордарі · Іран          | Сімоне Алессіо · Італія         |
| до 80 кг         | Фірас Катуссі · Туніс        | Мегран Бархордарі · Іран          | Еді Грніч · Данія               |
| понад 80 кг      | Аріан Салімі · Іран          | Каден Каннінґем · Велика Британія | Рафаель Альба · Куба            |
| понад 80 кг      | Аріан Салімі · Іран          | Каден Каннінґем · Велика Британія | Шейк Салах Сіссе · Кот-д'Івуар  |

Жінки
| Вагова категорія | Золото                           | Срібло                        | Бронза                     |
| ---------------- | -------------------------------- | ----------------------------- | -------------------------- |
| до 49 кг         | Паніпак Вонгпаттанакіт · Тайланд | Ґо Цин · Китай                | Мобіна Нематзаде · Іран    |
| до 49 кг         | Паніпак Вонгпаттанакіт · Тайланд | Ґо Цин · Китай                | Лена Стойкович · Хорватія  |
| до 57 кг         | Кім Ю Чін · Південна Корея       | Нагід Кіяні · Іран            | Скайлар Парк · Канада      |
| до 57 кг         | Кім Ю Чін · Південна Корея       | Нагід Кіяні · Іран            | Кімія Алізаде · Болгарія   |
| до 67 кг         | Вівіана Мартон · Угорщина        | Александра Перишич · Сербія   | Крістіна Тічаут · США      |
| до 67 кг         | Вівіана Мартон · Угорщина        | Александра Перишич · Сербія   | Сара Шаарі · Бельгія       |
| понад 67 кг      | Альтеа Лорен · Франція           | Светлана Осіпова · Узбекистан | Лі Да Бін · Південна Корея |
| понад 67 кг      | Альтеа Лорен · Франція           | Светлана Осіпова · Узбекистан | Нафія Куш · Туреччина      |

## Фехтування
Чоловіки
| Дисципліна                | Золото                                                                   | Срібло                                                                | Бронза                                                                         |
| ------------------------- | ------------------------------------------------------------------------ | --------------------------------------------------------------------- | ------------------------------------------------------------------------------ |
| Шпага, особиста першість  | Кокі Кано (JPN)                                                          | Яннік Борель (FRA)                                                    | Мохамед Ель-Саєд (EGY)                                                         |
| Шпага, командна першість  | Угорщина (HUN) Мате Тамаш Кох Тібор Андрашфі Ґерґей Шіклоші Давід Надь   | Японія (JPN) Акіра Комата Кокі Кано Масару Ямада Кадзуясу Мінобе      | Чехія (CZE) Їржи Беран Якуб Юрка Мартін Рубеш Michal Čupr                      |
| Рапіра, особиста першість | Чхьон Кха Лонг (HKG)                                                     | Філіппо Маккі (ITA)                                                   | Нік Іткін (USA)                                                                |
| Рапіра, командна першість | Японія (JPN) Кьосуке Мацуяма Такахіро Шікіне Кадзукі Іімура Yudai Nagano | Італія (ITA) Гійом Б'янкі Філіппо Маккі Томмазо Маріні Алессіо Фоконі | Франція (FRA) Maximilien Chastanet Максім Поті Енцо Лефор Жульєн Мертен        |
| Шабля, особиста першість  | О Сан Ук (KOR)                                                           | Фарес Ферджані (TUN)                                                  | Луїджі Самеле (ITA)                                                            |
| Шабля, командна першість  | Південна Корея (KOR) Ку Бон Гіль О Сан Ук Пак Сан Вон То Кьон Тон        | Угорщина (HUN) Чанад Гемеші Андраш Сатмарі Арон Сіладьї Крістіан Рабб | Франція (FRA) Себастьєн Патріс Максім П'янфетті Боладе Апіті Жан-Філіпп Патріс |

Жінки
| Дисципліна                | Золото                                                                      | Срібло                                                                                | Бронза                                                                       |
| ------------------------- | --------------------------------------------------------------------------- | ------------------------------------------------------------------------------------- | ---------------------------------------------------------------------------- |
| Шпага, особиста першість  | Вівіан Конг (HKG)                                                           | Ор'ян Малло (FRA)                                                                     | Естер Мухарі (HUN)                                                           |
| Шпага, командна першість  | Італія (ITA) Росселла Ф'ямінго Мара Наваррія Джулія Ріцці Альберта Сантуччо | Франція (FRA) Марі-Флоранс Кандассамі Александра Луї-Марі Ор'ян Малло Коралін Віталіс | Польща (POL) Аліцья Класік Рената Кнапік-Мязґа Мартина Сватовська-Венґлярчик |
| Рапіра, особиста першість | Лі Кіфер (USA)                                                              | Лорен Скраґґс (USA)                                                                   | Елеанор Гарві (CAN)                                                          |
| Рапіра, командна першість | США (USA) Жаклін Дубровіч Лі Кіфер Лорен Скраґґс Мая Вейнтрауб              | Італія (ITA) Аріанна Ерріго Мартіна Фаваретто Аліче Вольпі Франческа Палумбо          | Японія (JPN) Сера Адзума Юка Уено Карін Міявакі Комакі Кікучі                |
| Шабля, особиста першість  | Манон Брюне (FRA)                                                           | Сара Бальцер (FRA)                                                                    | Ольга Харлан (UKR)                                                           |
| Шабля, командна першість  | Україна (UKR) Юлія Бакастова Аліна Комащук Ольга Харлан Олена Кравацька     | Південна Корея (KOR) Чой Се Бін Чон Ха Йон Чон Ин Хє Юн Джі Су                        | Японія (JPN) Ріса Такасіма Сері Одзакі Місакі Емура Сіхомі Фукусіма          |

## Футбол
| Дисципліна | Золото | Срібло | Бронза |
| ---------- | --- | --- | --- |
| Чоловіки   | Іспанія (ESP) Алекс Баена Пабло Барріос Адріан Бернабе Серхіо Камельйо Пау Кубарсі Ерік Гарсія Хоан Гарсія Серхіо Гомес Мігель Гутьєррес Алехандро Ітурбе Дієго Лопес Фермін Лопес Хуан Міранда Крістіан Москера Саму Омородіон Аймар Орос Хон Пачеко Марк Пубіль Абель Руїс Хуанлу Санчес Арнау Тенас Беньят Турр'єнтес | Франція (FRA) Магнес Акліуш Лоїк Баде Раян Шеркі Жоріс Шотар Анді Діуф Дезіре Дуе Арно Калімуендо Муїнга Куадіо Коне Александр Ляказетт Йоган Лепенан Бредлі Локо Кастелло Лукеба Сунгуту Магасса Жан-Філіп Матета Кріслен Матсіма Енцо Мійо Обе Нкамбадьо Майкл Олізе Гійом Рест Кіліанн Сідійя Адріан Труффер | Марокко (MAR) Ільяс Ахомаш Ельєсс Бен-Сегір Бенжамен Бушуарі Мехді Букамір Уссама Ель-Аззузі Біляль Ель-Ханнус Закарія Ель-Уахді Абде Еззалзулі Рашид Ганімі Ашраф Хакімі Яссін Кешта Хайтам Манау Ель Мехді Маухуб Мунір Мухаммаді Акрам Накаш Суф'ян Рахімі Амір Річардсон Аділь Тахіф Уссама Таргаллін |
| Жінки      | США (USA) Корбін Елберт Крої Бетюн Сем Коффі Тьєрна Девідсон Крістал Данн Емілі Фокс Наомі Ґірма Ліндсі Горан Кейсі Крюґер Роуз Лавелл Кейсі Мерфі Алісса Негер Дженна Найсвонґер Трініті Родман Емілі Самс Джейдин Шоу Софія Сміт Емілі Соннетт Меллорі Свансон Лінн Вільямс                                            | Бразилія (BRA) Ана Віторія Антонія Анжеліна Дуда Сампаю Габі Портілью Женіффер Керолін Лорен Лорена Лусіана Лудміла Марта Прісіла Рафаелле Соуза Таїна Тамірес Кассіа Діас Тарсіане Таїс Віторія Яя Ясмім | Німеччина (GER) Ніколь Аньйомі Анн-Катрін Берґер Юле Бранд Клара Бюль Сара Дорсун Вів'єн Ендеманн Лаура Фрайґанґ Мерле Фромс Джулія Ґвінн Маріна Геґерінґ Катрін Гендріх Сараї Ліндер Сідні Ломанн Яніна Мінґе Сьйоке Нюскен Александра Попп Фелісітас Раух Леа Шюллер Бібіане Шульце Еліза Зенс          |

## Хокей на траві
| Дисципліна | Золото | Срібло | Бронза |
| ---------- | --- | --- | --- |
| Чоловіки   | Нідерланди (NED) Тіррі Брінкман Їп Янссен Ларс Балк Йонас де Ґес Тейс ван Дам Севе ван Асс Йорріт Крон Юстен Блок Дерк де Вілдер Флоріс Вортелбур Тьєп Гудемакерс Кун Беєн Юп де Мол Пірмін Блак Теймен Реєнґа Дуко Телґенкамп Флоріс Міддендорп | Німеччина (GER) Матс Грамбуш Матіас Мюллер Лукас Віндфедер Ніклас Веллен Йоганнес Ґросе Тіс Прінц Пауль-Філіпп Кауфманн Тео Гінріхс Том Грамбуш Гонсало Пеіллат Крістофер Рюр Юстус Вайґанд Марко Мільткау Мартін Цвікер Ганнес Мюллер Мальте Гелльвіґ Морц Людвіґ Жан Даннеберґ | Індія (IND) Гарманпріт Сінґг Джарманпріт Сінґг Абнішек Найн Манпріт Сінґг Гардік Сінґг Ґурджант Сінґг Санджай Мандіп Сінґг Лаліт Упадг'яй П. Р. Шріджеш Суміт Валмікі Шамшер Сінґг Радж Кумар Пал Аміт Рогідас Вівек Прасад Сукхджіт Сінґг                                              |
| Жінки      | Нідерланди (NED) Ксан де Ваард Анне Венендал Луна Фокке Фреке Мус Ліза Пост Їббі Янсен Рене ван Ларговен Фелісе Алберс Марія Вершор Санне Колен Фредеріке Матла Йосьє Бурґ Марлен Йохемс Пін Сандерс Марейн Вен Лаура Муннінк Пін Дікке          | Китай (CHN) Оу Цзися Є Цзяо Ґу Бінфен Ян Лю Чжан Їн Чень Ї Ма Нін Лі Хун Дань Вень Цзоу Мейжун Хе Цзянсінь Фань Юнься Чень Ян Сюй Веньюй Чжун Цзяці Тань Цзиньчжуан Юй Аньхуей                                                                                                   | Аргентина (ARG) Росіо Санчес Моккія Софія Токкаліно Агустіна Горселані Валентіна Рапосо Агостіна Алонсо Агустіна Альбертарріо Марія Хосе Гранатто Крістіна Косентіно Вікторія Саусе Софія Кайро Евхенія Трінкінетті Лара Касас Хуана Кастельяро Пілар Кампой Джульєта Ханкунас Зое Діас |